# 法律

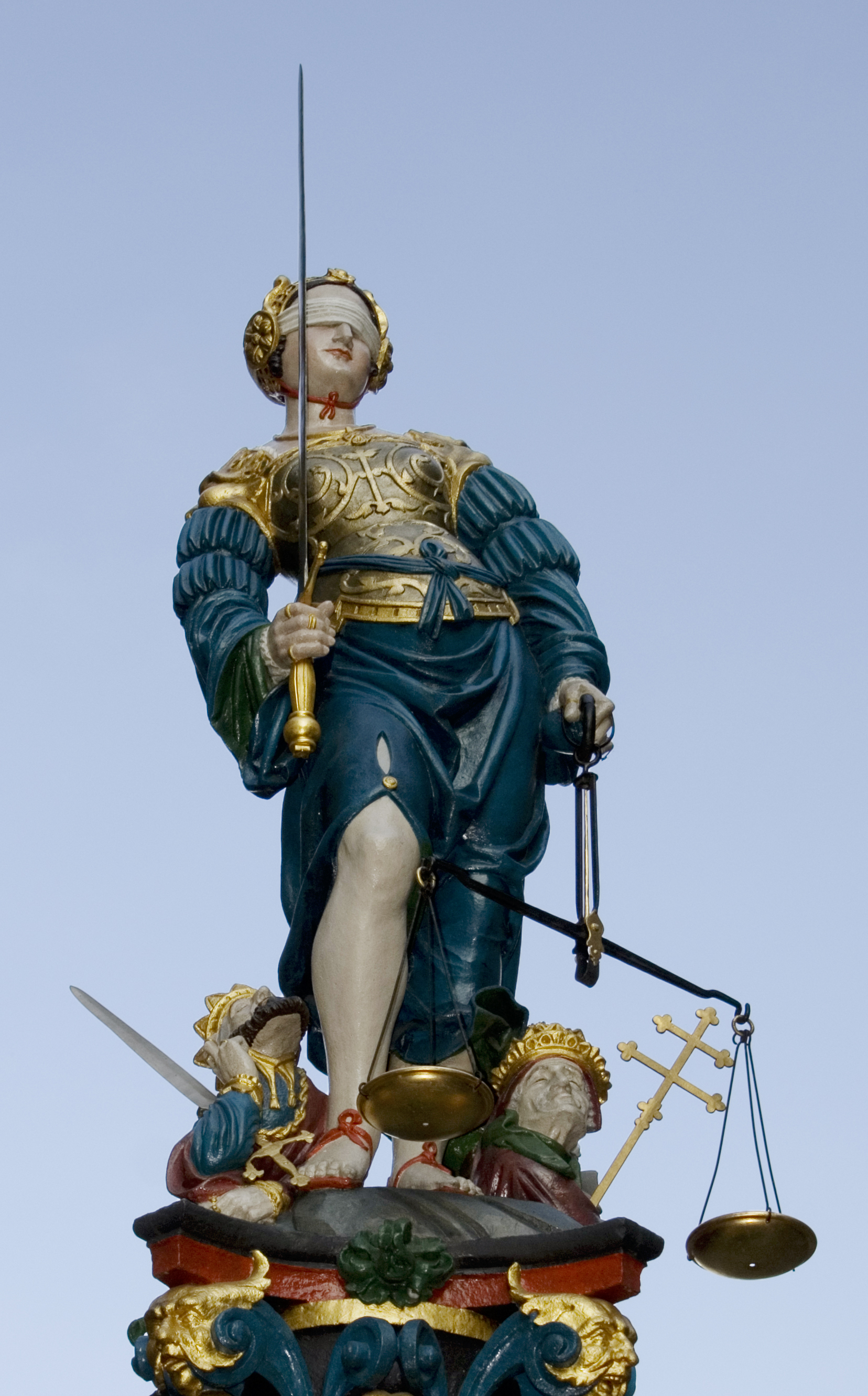
正義女神是法律形象化的代表。她的雙眼被蒙住象徵平等；天平代表在法律之下衡量；劍則是指刑罰，以及國家執法的能力。腳下的兩個小人頭，則是代表不論政權或教權，都必須在法律之下。

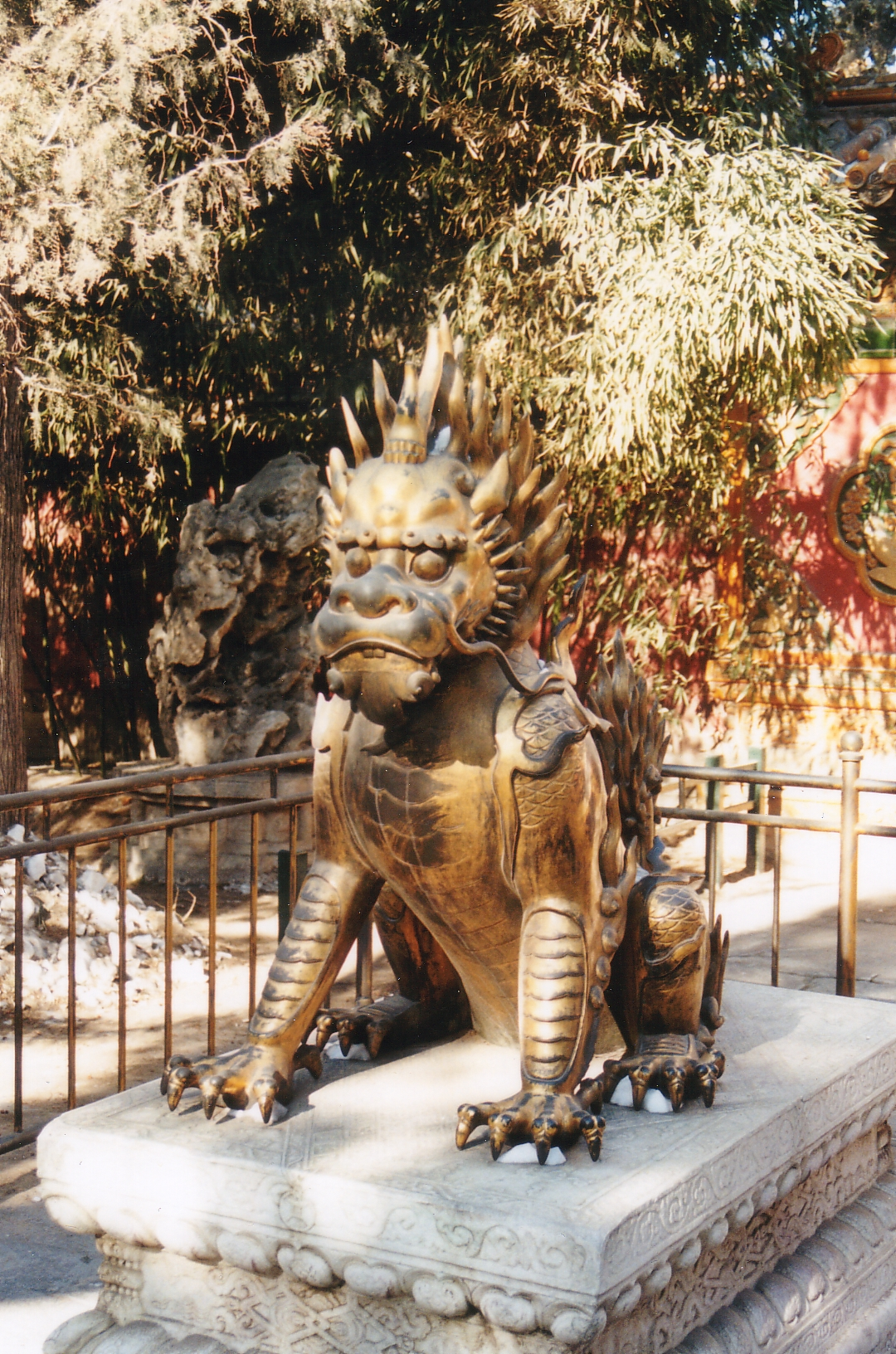
中華傳統的法律象徵獬豸雕像

法律，是由憲法明文規定，授權国家行使，从而規範個人、組織、公司以及國家行為之規範。法律是一系列的規範，通常需要經由人來落實。但在不同的地方，法律體系會以不同的方式來闡述人們的法律權利與義務。其中一種區分法，便是分為歐陸法系和英美法系兩種。部分國家則會以該國的宗教法為其法律的基礎。
學者自許多角度研究法律，包括從法制史和哲學，或從如經濟學與社會學等社會科學面探討。法律研究，來自於對何為平等、公正和正義等問題的解答。
在典型的五權分立國家中，立法、解釋法律、執法之核心機關為憲法明定的五大機關：公正不倚的司法機關、民主的立法機關和行政機關，選賢舉能的考試機關以及有效的監察機關。而官僚、軍事和警力則為執行法律，並且是讓法律為國民服務時相當重要的部分。除此之外，若要支持整個法律系統的運作，同時帶動法律的進步，則獨立自主的法律專業人員和充滿生氣的公民社會亦不可或缺。
古希臘哲學家亞里斯多德於西元前350年寫道：「法治比任何人的統治來得更好。」

## 定義
廣義指制定法與非制定法， 狹義單指制定法。制定法與非制定法的區分，在於是否有制定機關，如立法或行政機關制定的憲法、法律、命令屬制定法範疇，而非制定法則包括法理、法律原則、判例、習慣法等。

## 起源
在人类历史上，不同社会共同体的法律有其不同的起源形式，如古雅典式、古罗马式、德意志式以及古代中国式等。但是无论世界各国的法律经历了怎样独特的形成历程，纵观人类法律文明史法律起源仍然出现共同的规律性：
第一，法律起源经历了一个由个别调整到规范性调整的过程。
第二，法律起源经历了一个由习惯到习惯法再发展成为制定法的过程。
第三，法律起源经历了一个由自发调整到自觉调整的过程。

## 发展

### 规律
尽管世界上不同国家的法律发展由于其历史传统、政治、经济、文化条件等因素而不同。但就整个世界法律发展史而言，大致呈现出以下规律：

## 宗教法之發展
有謂「法學是 神事與人事的智識，正與不正的學科」。這是羅馬法學家Ulpianus所下的定義。這一說將宗教的觀念與法律的觀念，混為一談，後世漸不採用。

#### 从“身份的法”向“契约的法”发展
把法律发展看作从身份到契约的运动的学者，是英国历史法学派的代表人物梅因。梅因通过对古罗马父系氏族法律发展史的研究发现，古代法所调整的单位是家族而不是独立的个人，个人权利的获取和义务的承担以其在家族中的身份而定。身份各不相同的人所享有的法律权利和所承担的法律义务是极不相同的，甚至出现了法律权利义务在不同社会主体之间的分离。古代的身份法是不平等的法。随着社会的发展进步，个人不断代替了家族，成为民事法律所考虑的单位。“我们可以说，所有进步社会的运动，迄今为止是一个‘从身份到契约的运动’。”现代法所调整的单位不再是家族，而是独立的个人。在新的社会秩序中，个人与共同体个人与个人之间的关系，主要是由人的自由合一而产生的契约关系。契约的本质是自由和平等，这就决定了现代法律的权利性和平等性。当然，现代法律也一定程度上允许基于身份不同而存在权利义务的差异，如对妇女、儿童、老人、残疾人和少数民族等弱势群体的特殊保护。

### 发展方式

#### 法律继承
法律继承是指在法律发展过程中，新法在审查、批判旧法的基础上有选择地吸收旧法中的合理因素，使之成为新法的有机组成部分。

#### 法律移植
法律移植是指一个国家或地区有选择地引进吸收同化其他国家或地区的法律，使之成为本国法律体系的有机组成部分，以弥补本国法律的不足。

#### 法律创新
法律创新是指对法律观念、法律概念和技术、法律原则、法律规范和具体法律制度的独创性革新。它是人类法律智慧活动的最高形式，也是难度最大的法律发展运动。

### 法律现代化
法律现代化作为社会现代化系统工程的一个组成部分，与社会现代化理论相适应。它是指一国法律伴随该国政治、经济、文化等诸领域的现代化变革而出现的、以某些特征为显著标志的、从传统人治向现代法治转变的深刻变革过程。

## 渊源
法律渊源是指法律规范的来源或源头，又称法源。当法律成为一个社会的主要行为规范的时候，法律作为人们行为的准则和司法适用的标准。哪些法律是主要的法源，哪些法律是次要的法源甚至不是法源变成了一个重要的问题。特别是法官适用法律不能凭主观感觉，而必须以法律为准绳，就必须从法律渊源中寻找法律规范。只有从法律渊源中寻找到的法律准则才具备法律效力。

## 分类

### 成文法与不成文法
|          | 成文法 | 不成文法                                                                                             |
| -------- | --- | --- |
| 概念     | 经有立法权的国家机关制定或认可，并以法律条文作为表现形式的法总称，最完善的形态是法典                       | 不具有法律条文形式，但由国家认可其具有法律效力的法，包括习惯法和判例法                               |
| 内容     | 具有明确的法律条文形式，具有逻辑性和清晰性                                                                 | 内容不够清晰，需要借助相应的法律技术去发现法律原则和规则                                             |
| 立法程序 | 制定和修改有严格的程序规则                                                                                 | 没有严格的程序规定，不需要立法机关创制产生                                                           |
| 功能     | 有较好的规范功能、预防功能和社会改革功能                                                                   | 具有稳定性和社会适应性，其他功能略逊于成文法                                                         |
| 司法适用 | 成文法由于以词汇和语言来表达内容，语言具有不确定性，因此法律规范通常需要解释才能使用。法官的自由裁量权较小 | 不完全依靠明确的语言来表达内容。法律的解释必要性低。法官具有较大的自由裁量权，法官造法弥补法律的不足 |

### 实体法和程序法
实体法是规定法律主体之间权利与义务关系、职责与职权关系的法律。程序法是规定保证实体权利和义务、职责与职权得以实现的方式和手段的法律。
实体法是程序法的目的。程序法是实体法实现的保证。程序法有独立存在的价值和地位，程序正义可以独立于实体正义而存在。实体法可以类推适用，但程序法均不得类推适用。程序法优先于实体法适用，没有程序法的正确适用，实体法的正确适用就丧失了前提。

### 公法和私法
公法和私法的划分是大陆法系国家对法律进行的基本分类，对于公法和私法各自包含的法律部门，法学家的观点几乎一致，但是如何划分公法和私法，存在以下学说：
权力说：该学说以是否涉及国家权力的运用作为划分标准。
主体说：该学说以法律关系主体为标准进行划分。
利益说：该学说以法律所保护的利益为公私法的划分标准。
应用说
法律关系说

## 结构
法律结构指的是各个必备的法律要素有机构成的法律系统。法律要素是组成法律结构的基本因素，是整个法律系统得以存在和发展的基础。
分析法学派认为，法律是由不同的命令或规则有机组成的系统；法社会学派认为，法律结构是由律令、技术、理想有机组合而成。中国大陆法理学界的通说认为，法律是由法律概念、法律规则、法律原则和技术性规定组成。

### 规则
法律规则是以法律权利和法律义务为主要内容，由国家强制力保障实施的，具有严密的逻辑结构的社会规范。
法律规则的逻辑结构是假定条件+行为模式+法律后果。

## 效力
法律效力通常指法律的保护力和拘束力，具体指国家制定或认可的法律对其调整对象所具有的普遍的支配性力量。
自然法学派认为，法律的道德性是法律的本质特征。法有善恶之分，恶法非法，法律效力必须源于法本身是制定良好的法，法本身所具有的内在权威使人们由衷的尊重法律并信守法律。实证法学派坚持法仅仅是“实际上如何的法”，拒绝讨论应然意义上的法。在法律效力来源上，侧重于从规范的形式要件角度和逻辑角度讨论法律效力。社会法学派认为，法律是一个事实的概念，判定一个规则是否有效，要从该规则是否被民众所遵守、官员所适用、目的是否实现等角度来衡量。

## 门类
法律最初指国内法，只限於一国主权范围内适用。随着国際頻繁交流，国际法也愈受重视。在经济全球化的現代，国际法和国内法多有冲突，也随着冲突逐渐彼此协调。
雖然各法律體系所處理的議題，通常較為類似乃至相通，不同的國家對於各種法律的分類和命名上通常都會不同。固有區分為與政府公權相關的「公法」（包括憲法、行政法和刑法）和規範私人權利義務關係的「私法」（包括契約、侵權行為和物權法）。在大陸法系中，契約法和侵權行為法隸屬於債法，信託法則在法令制度或關於信託的法律適用及其承認的公約下運作。國際法、憲法、行政法、海商法，刑法、契約法、侵權行為法、物權法與信託法為「傳統核心課題」。除此之外，還有其他可能更為重要的課題。

### 國際法

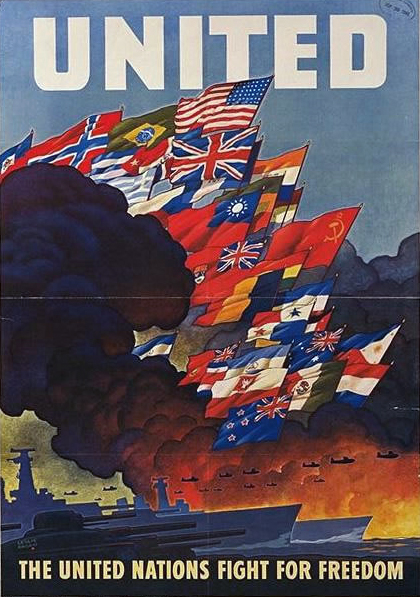
為了建立國際公法的制度，聯合國於第二次世界大戰期間被構想了出來

如同經濟體系，法律亦為全球化了。國際法可以是指三種事物：國際公法、國際私法和超國家組織。
- 國際公法關注於國家之間的關係。作為法律，它有很特殊的地位，因為客觀上不存在國際警察和法庭來處罰不守規則的對象[註 4]。國際公法起源於國家間的習慣、慣例與條約。聯合國基于《聯合國憲章》與《世界人權宣言》成立，是最重要的國際組織之一，在凡爾賽條約失敗及第二次世界大戰後成立。其他如規定戰爭行為的日內瓦公約之國際協議、以及如國際法院、國際勞工組織、世界貿易組織和國際貨幣基金組織等國際組織，亦為日益壯大的國際公法的一部份。
- 國際私法主要在於處理涉外或區際民事法律關係中，審判權應該歸屬何國（或何地），及該使用哪一國（地）的法律。現在的商業活動有著越來越多超越國界的資本與勞務供應之移動及海外貿易，增加在單一法律架構外發生爭議的機會，以及標準程序的施行性。越來越多的商業活動選擇在承認及執行外國仲裁裁決公約之下進行商業仲裁。
- 歐盟法是首個且唯一超國家法律架構的例子，乃因欧盟正在寻求以经济整合来带动政治整合。但隨著全球經濟整合的持續增加，許多地區也出现了类似合約－尤其是南美洲國家聯盟－也追尋著相同的模式。在歐盟裡，主權國家們已透過一套法院與政治組織的機制，整合它們的主權。它們能夠要求成員國與其公民遵守其法令規範，以一種國際公法做不到的方式[9]。正同歐洲法院於1962年所言，歐盟法對其成員國相互間的社會與經濟利益，形成「新的國際法秩序」[10]。

### 国内法

#### 憲法與行政法

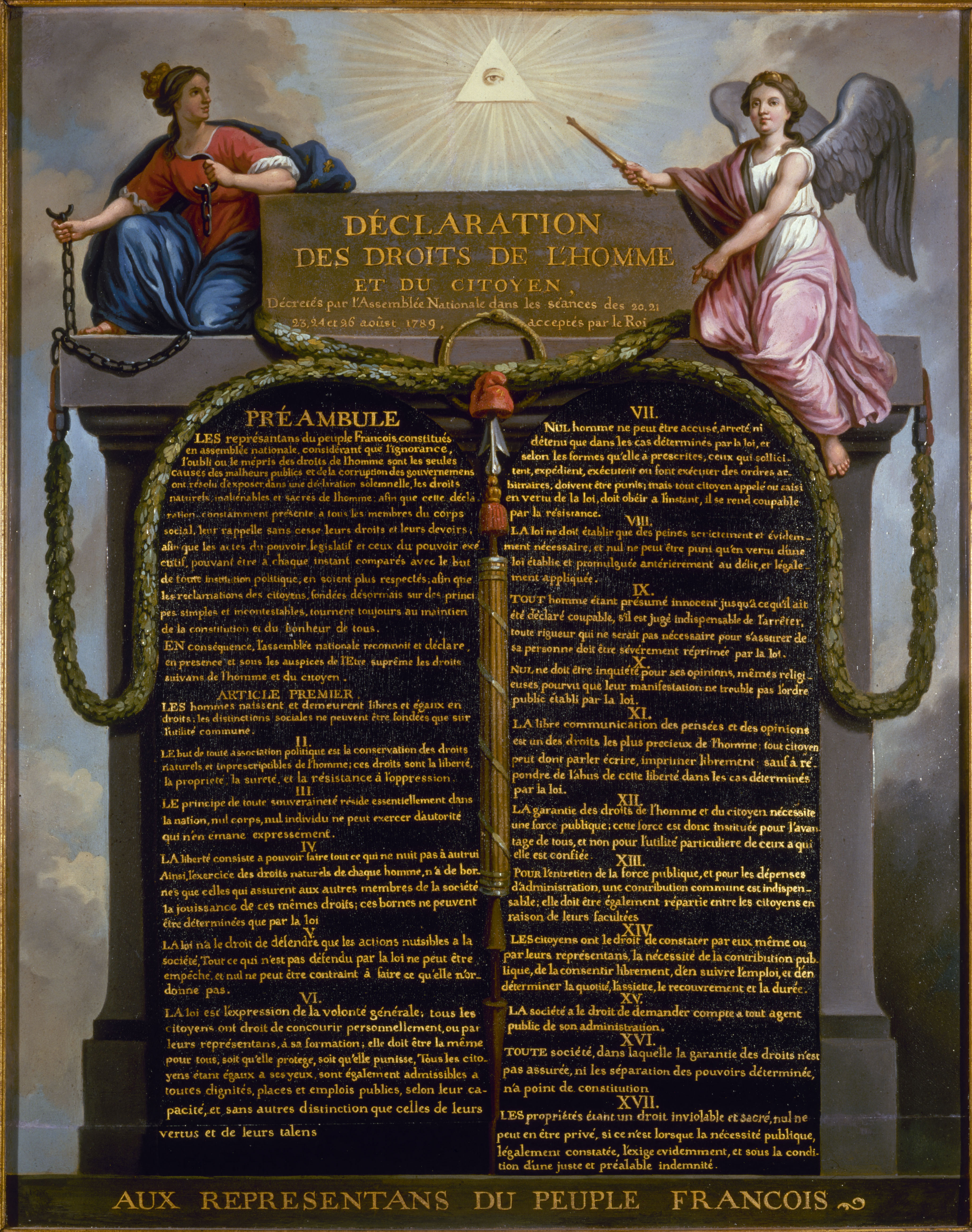
法國人權和公民權宣言，此宣言內的若干原則仍然對憲法有很大的價值

憲法和行政法，乃劃歸於公法學中，其功能為管理國家/公共事務。
憲法關注於行政、立法與司法間(廣義之政府組織)的關係，以及人權或國家內個人的公民自由。大多數的國家，如美國和法國都只有一部成文憲法，并輔以權利法案。而中華民國憲法則於憲法成文法典條文內規制人民基本權。但少部份如英國等國家並無此種條文；在這些國家裡，憲法由法條、判例和慣例所構成。在恩蒂克訴卡林頓案中，描述了一個普通法裡的憲法原則。恩蒂克的房子被卡林頓警長搜索並拿走一物。當恩蒂克在法庭上控訴時，卡林頓警長回駁說他有政府首長的授權。但是，並沒有成文的法令條文或法院授權。主審法官查理斯·普拉特說：
|  | 人們進入社會的重大目的是為了保全他們的財產。這個權利在任何時刻都是神聖且不可侵犯的，亦不會因公法上所謂的公眾利益而被奪取或縮減…若不能找到或形成任何的原因，書本的沉默將會是對被告的職權，而原告必然會得到一個決斷。 |

由約翰·洛克提出的基本的憲法原則為：個人可以做任何事情，除非法律禁止；且政府不能做任何事情，除非法律許可。行政法是人民監督政權的主要方法。人民可以對地方議會、公共服務或政府部門的作為或決定提出司法審查，以確定佢是否遵行法律。之后，首個專門行政法院——法國行政院議會成立於1799年，正值拿破崙奪權之時。

#### 刑法
刑法和刑事訴訟法，乃劃歸於刑法學中。

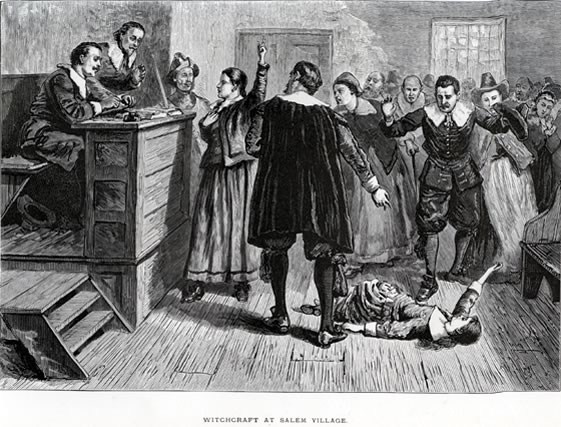
16世紀在賽倫對女巫審判的一個描繪圖

刑法為規範犯罪與刑罰內容的法律。逮捕、起訴、審理以及刑罰的實施，則由刑事訴訟法來規範。
一個行為是否會構成刑法所欲處罰的犯罪，在大陸法系的國家中，依據刑法犯罪三階理論，通常認為必須符合下列三個要件：
第一，構成要件該當，亦即該行為的態樣是否符合刑法中所定義的犯罪行為，而所謂的因果關係通常會在這個要件中加以判斷，若無法證明該行為與結果間具有因果關係，則該行為亦無法被評價為犯罪。
第二，必須具有違法性，通常犯罪構成要件該當，即具有違法性，僅在該行為具有阻卻違法事由時，始例外認該行為不具備違法性。而阻卻違法事由有數種，常見者係正當防衛和緊急避難 (譬如在19世紀英國的女王诉杜德利与斯蒂芬案中，便涉及緊急避難，該案中，一艘從修咸頓航行至雪梨的瑪格麗特號的帆船，在離好望角約1600英哩處發生船難。當時有4個船員搭上了一艘救生艇，然而卻在海上漂流了20天仍未獲救，此時，其中的三個船員便將年僅17歲，已經奄奄一息的理查德·帕克被殺死並吃掉。這些乘客後來得救了，但被依殺人罪起訴。他們聲稱殺了理查德·帕克對維繫佢等生命是必要的。約翰·柯勒律治對此表示極度不贊同，裁決：「維繫生命一般可以說是一種義務，但犧牲可能才是最明白且最高的義務。」這些人被判處絞刑，但大眾輿論，尤其是在船員間都對這項判決感到氣憤，並壓倒性支持這些人維繫他們自己生命的權利。到最後，國王將他們的刑罰減輕至六個月。)
第三，必須要具備有責性，即對於該違法行為，是否應該加以非難。如果行為人因為年齡，精神狀態導致價值判斷有問題，無法期待行為人於該狀態下為合法行為時，即認為其不具備罪責而不受非難。
犯罪不只被視為是對單一被害者的傷害，亦可能為對整個社會的傷害，因此某些對於社會危害嚴重的犯罪，儘管當事人不願或無法追訴，國家仍然會透過警察、檢察官等機關加以追訴。譬如在中華民國，即會出現「公訴人：某某檢察署檢察官」這種案件，在英國，即會有「王訴…」，在美國則是「美國訴...」的案件。此外，某些國家亦會利用陪審團來決定被告是否有罪，但陪審團通常僅能認定事實，適用法律仍屬法官之職權。某些已開發國家還保留死刑和體罰等刑罰，除此之外，一般的刑罰應會是徒刑、罰金和社區服務等。現代的刑法深受社會科學等學科影響，尤其是在判決、法律研究、立法和更生人等方面。在國際法上，則已有104個國家簽署了國際刑事法院的條約，負責審理危害人類罪之類的犯罪。

#### 契約

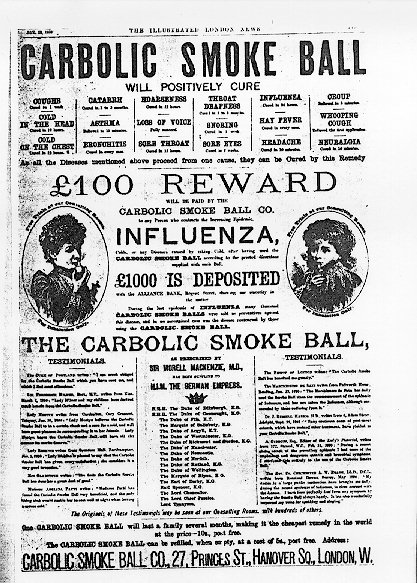
使炭煙丸公司破產的廣告，因為它付不出它的廣告上所承諾的金額

「契約」的概念源自於「有約必守」這一法律用語。契約，可以是單純的日常買賣，或是指複雜的多方協定。契約可以經由口頭約定（如買報紙）或以書面約定（如簽訂雇用契約）。有時，一些正式程序（如書面約定或證人保證）對契約是否有效是必須的（如買一橦房子）。
在大陸法系中，契約的成立著重要約與承諾兩個要素。譬如在法國、德國，一般契約只需單純地以「合意」（由要約與承諾所構成）為基礎便可成立。而除了要約外，尚有所謂要約之引誘這個概念，其乃指足以喚起他人向自己要約為作用之意思通知，必須經自己承諾後，契約始能成立。然而，當事人的行為屬於要約抑或要約之引誘，往往難以判斷。譬如在台灣知名的戴爾電腦標錯價案中，戴爾電腦因為內部系統設定錯誤，因此造成其線上購物網站錯誤折扣7000元，而使原本售價8700元之顯示器，以1700元之售價在網路上販售，嗣後戴爾電腦不肯照訂單出貨，而僅願意以抵用券予以補償下訂的消費者，遂有消費者分別向台北及台南地方法院提起訴訟。就此案例，臺北地方法院認為，戴爾電腦於網站上標價展售商品之行為，僅屬要約之引誘。然而相同的案件由不同人於臺南地方法院所提起的訴訟中，卻認為此等行為屬於要約，故戴爾電腦應該受該要約的拘束，而應如訂單出貨。
在德國（包含繼受德國法的部分國家在內），一般契約又被分成了債權契約和物權契約兩個部分（譬如買一份報紙，將會成立一個債權契約和兩個物權契約）。關於物權契約的部分，在物權法中另外有所規定。依物權無因性理論（Abstraktionsprinzip），物權契約獨立於債權契約之外，當債權契約因為某些原因而無效，如一個汽車買主以其意思表示錯誤而撤銷該買賣契約時，汽車所有權移轉的物權契約並不會因而無效。這時，不當得利法會代替契約法，而使不當的財貨變動回復到原始狀態。
在英美法系中，除了要約與承諾外，約因是另一個契約成立的要素，「約因」指契約各方都必須提供一些值得令契約成立的某種交換。例如，在卡里歐訴炭煙丸公司案中，一家醫藥公司廣告說，他們的新藥——煙丸可以在三個月內治好人們的感冒，而且若是不能的話，消費者將獲得100英鎊的金錢。許多人在藥效無效時向藥商求償他們的100英鎊。害怕破產的炭煙丸公司聲稱他們的廣告不能被視作正式、法定的要約，而僅是要約的引誘、吹噓或花招。但承辦法院宣判說，合理人炭煙丸公司已經提出了一個正式的要約。人們在這個廣告上得到了好的約因，使他們必須承受因為使用了不良品而導致的「明顯不便」。「閱讀說著你將可以怎麼，且扭曲成好像你真的將如何的廣告」。林德瑞法官說：「這是個直接表現在語言上且完全不可能被誤會的承諾。」不過，並非所有的英美法系國家皆認為，約因為契約成立所不可或缺的要素，在澳洲，約因即不屬於契約成立的要素之一。禁止反言及締約上過失的適用，可以在締約階段便形成某些義務。

#### 侵權行為法

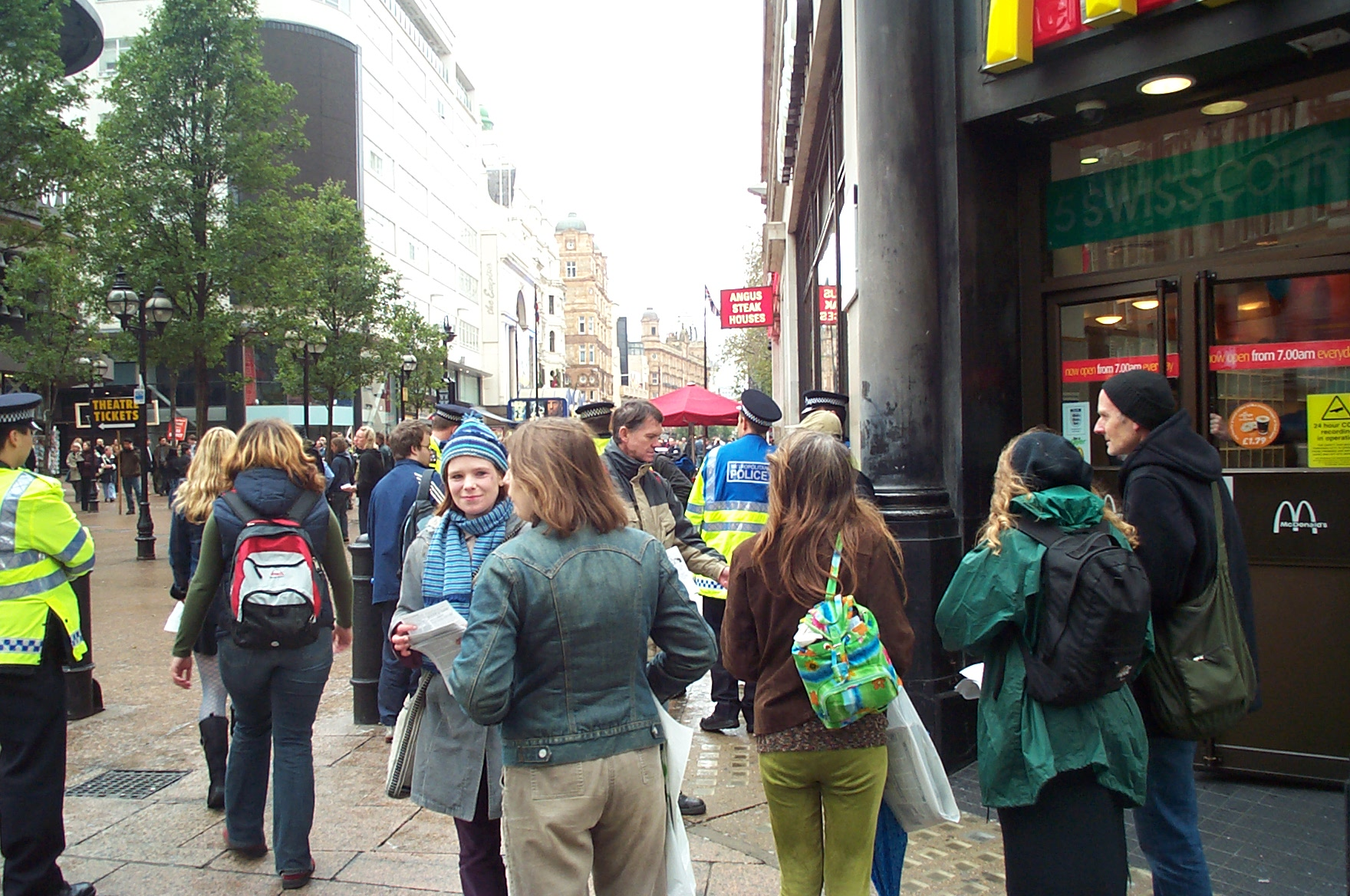
麥當勞誹謗案中的兩人，因散布批評麥當勞的小冊子，而被捲入英國史上的長程訴訟案中

侵權行為屬於民事不法行為，泛指違反對某人的義務，或侵犯到某些既存法定權利之行為。舉例來說，一顆板球不小心打到了某人，即構成侵權行為。
侵權行為的成立，以過失責任（包含了故意、過失）為原則，然而在某些特殊情形，像是原子能設施的經營、商品的製造銷售等情形，法律可能會要求：行為人縱使無過失，亦須負損害賠償責任，亦即使行為人需負所謂的「無過失責任」，在德國稱為「危險責任（Gefährdungshaftung）」，在英美稱為「嚴格責任（strict liability）」。英美法上，關於過失責任（negligence）原則的論述，可以看到發生在英國的多諾霍訴史蒂文森案。該案中，多諾霍太太在佩斯利的酒館裡訂了一瓶用不透明瓶裝的薑汁啤酒。喝剩一半後，她將剩下的倒進玻璃杯中，結果卻看到有一隻死掉的蝸牛的部份軀體浮在酒面上。多諾霍太太感到很噁心，於是控告製造商，請求製造商負損害賠償責任。英國上議院決議製造商必須為多諾霍太太的不舒服負責。阿金男爵由道德的觀點切入，表示：
|                         | 過失的責任…無疑地是基於一般大眾對冒犯者在道德上需負起責任的觀感…當『你必須愛你的鄰人』的道德規範成為法律規定時，你就不可以傷害你的鄰人。當律師提出『誰是我的鄰人？』的問題時，其答案必須嚴格認定。當你可以合理的預見你的作為或不作為將影響鄰人時，應採取合理的注意措施以避免結果發生。然而在法律上誰是我的鄰人？答案是：當我從事該作為或不作為時，可合理地預見，將因我的行為而直接、密切受影響之人，均為我的鄰人。」 |
| ——詹姆士·阿金，阿金男爵 | |

從本案中可以得出過失（negligence）侵權行為成立的四個要件：
1. 行為人對於受損害之人有注意義務；
2. 行為人違反該注意義務；
3. 行為人注意義務之違反與該損害之發生有因果關係；
4. 行為人之行為是造成該損害的「近因」而非「遠因」。

另外，故意行為當然也會構成侵權行為，且不僅可能構成民事侵權行為，亦可能構成刑事責任。譬如傷害或非法侵入等行為，都有可能構成刑法上的傷害罪或是侵入住居罪。
侵權行為法近來不斷受到各國重視的領域，便是關於「人格權」的領域，中華人民共和國於草擬民法典時，甚至計畫將人格權法單獨列為一編，藉此來凸顯人格權之重要性。所謂關於人格權的侵權行為，即：個人的生命、身體、健康、名譽、自由、姓名、信用、貞操、隱私等權利受到侵害時，應該如何予以救濟的問題。譬如，就名譽侵害而言，假如一家報社或雜誌社登載了一篇未經查證的報導，而傷害到某個政治人物的名譽時，該政治人物可以依據侵權行為的概念，向該報社或雜誌社請求損害賠償。此在台灣最為有名的案子，便是呂秀蓮副總統控告新新聞雜誌社的嘿嘿嘿案。
其他較不知名的侵權行為，則如經濟侵權行為，這在一些國家裡構成了勞動法的基礎，使工會於法律未提共豁免時，要為罷工行為負責。

#### 物權法
物權法規範了所有被人們稱為「他們的」的事物。

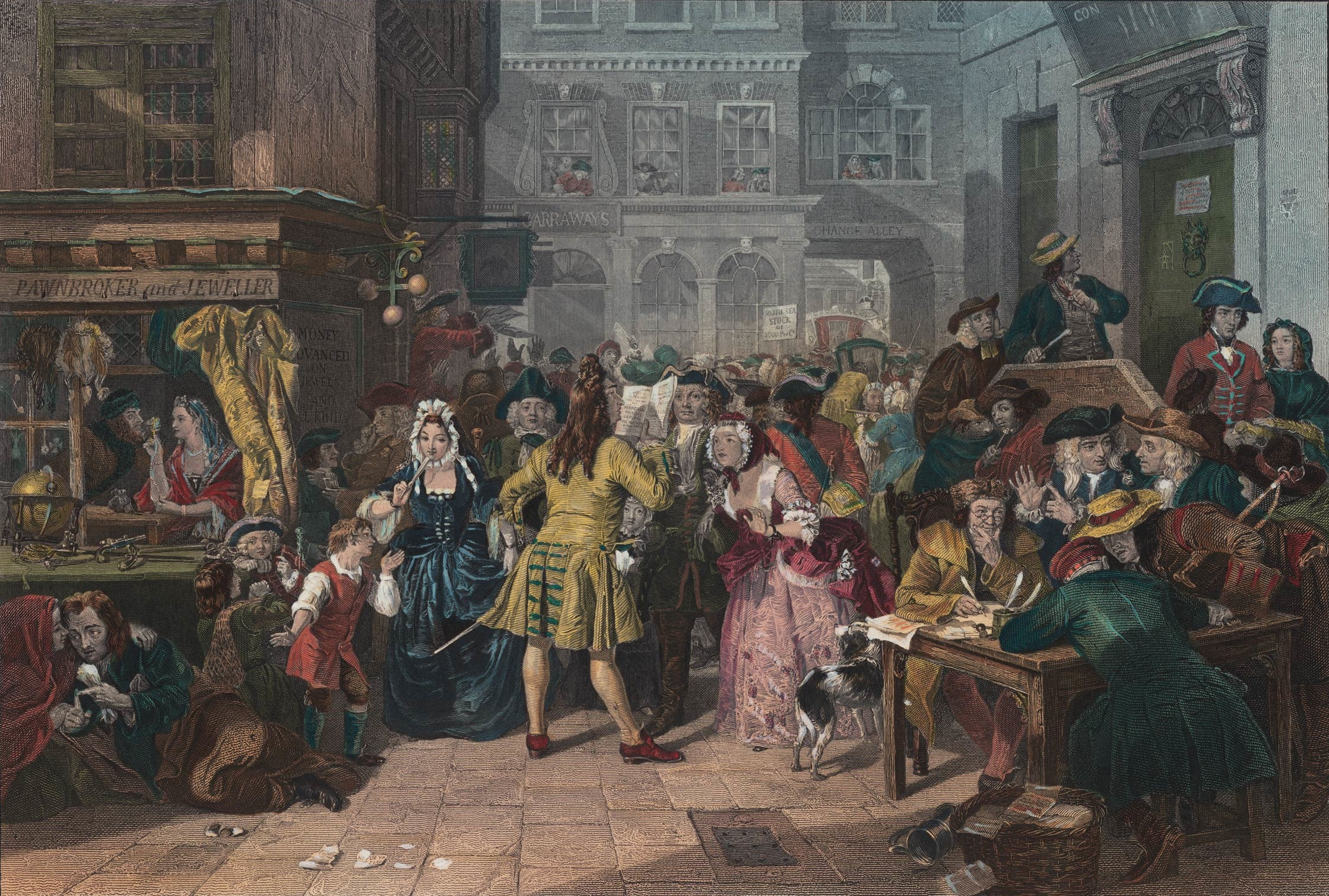
南海泡沫事件的繪畫——史上最一次投機失敗，導致證券交易被嚴格地規範

不動產是指對土地和地上物的所有權。動產則是指不動產以外的事物；可移動的物品如電腦和三明治，或無形權利如股票。「對物權」是一種對特定物所擁有的權利。若一人弄丟了他的電腦，而另一人撿到了它並賣給了第三者，對物權是持有人有這個權利去由第三者身上取得這台電腦。而「對人權」則是某物對特定人所擁有的權物。若一人弄丟了他的電腦且被轉賣給第三者，對人權允許這人向小偷請求電腦的價格賠償（而不是真的電腦，當其可能已屬於其他人的時候）。傳統歐陸法系的物權概念，由弗里德里希·卡爾·馮·薩維尼所發表，指對世界是好的權利。物權和契約或侵權行為等義務不同，是一種對人與人之間皆好的權利。
對英美法系而言，物權概念較近似一種義務；對其他的競爭方，個人若可對一物權提出最好的聲明，則是此物權的所有者。物權的概念產生了許多重要的哲學和政治上的議題。很多人知道，約翰·洛克曾談論過我們的「生命、自由和身份」都是我們的財產，因為我們擁有我們自己的身體，且將勞動與環境相結合。私有財產的概念仍然是存在著爭議的。法國哲學家皮埃爾-約瑟夫·普魯東曾寫過一句很有名的話，「財產是盜竊！」
土地法構成了大多數類型物權法的基礎，且是最為複雜的一種。它含括抵押、不動產租賃、執照、蓋印合同、地役權和土地登記的法令制度等。動產的規範則落在知識產權、公司法、信託法和商法等法律裡。

#### 信託法與衡平法

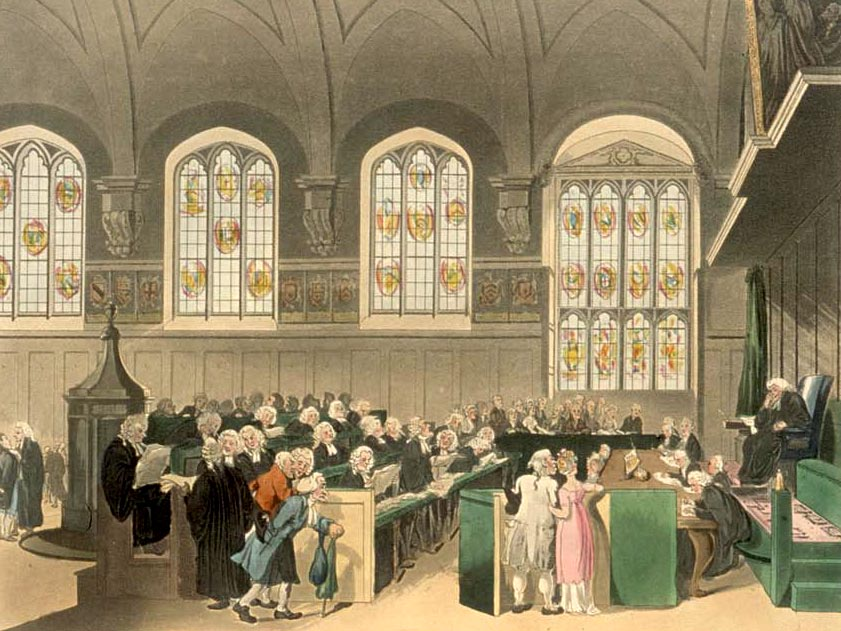
十九世紀時倫敦的衡平法院

衡平法是在英國獨立發展於「普通法」之外的一套規則。普通法是由普通法官执行的，而大法官作為國王良知的維護者，可以否定普通法判決形成的法，如果他認為這樣做是公正的話。這表示衡平法比起嚴格的規則，更偏向以原則來運作。舉例來說，不論是英美法系或大陸法系都不允許人們將所有權和對其一部份的管理權分開，但衡平法卻允許其經由一個被稱為「信託」的約定來分開。「受託人」管理財產，信託財產的「受益權」則為「受益人」所有。受託人對受益人負良善管理信託之責。在早期的一個案件——「基奇訴桑得福案」中，一個小孩繼承了倫敦羅福鎮中一間市場的租地。桑得福先生受託在小孩成年之前照料此一財產。但在此之前，租約過期了。地主（很明顯地）告訴桑得福先生說他不願意再將地租給這個小孩。但地主很樂意（明顯地）轉讓給桑得福先生承租。桑得福先生接受了。當小孩（不是基奇先生）長大了之後，他向桑得福先生請求他在市場租地中所得到的利益。桑得福先生原本是應被信任的，但他將他自己放在利益衝突的形勢之下。大法官第一代金男爵彼得·金同意並命令桑得福先生必須吐出他所得到的利益。他寫道，
「我很清楚，受託人在被拒絕續租之下，是否可以承租部份應該續租的信託財產……這看起來可以很怪，對於受託人是全人類中唯一一位不能承租的人這件事而言；不過，此一規則卻是必然應被嚴格遵守且決不妥協的。」
當然，拉夫拉斯大法官在此是擔心受託人會使用受託財產自肥，而不是去管理它。近代，投機客即使用信託導致過南海泡沫事件。受託人的絕對義務被寫入了公司法中，並且被應用在董事和執行長之間。受託人的另一項義務是要明智地投資資產或賣掉它。這對於年金基金（信託最重要的類型）更是如此，這裡的投資人是人們儲蓄的受益人，一直到個人退休為止。但亦有以慈善為目的的信託，較知名的例子有大英博物館和洛克菲勒基金會等。

### 其他方面
除了核心課題之外，法律更廣佈到生活中可想見的各個領域中。下面為了方便而分出三個範疇，但其實每個課題之間都相互地關連且重疊著。
法律與社會

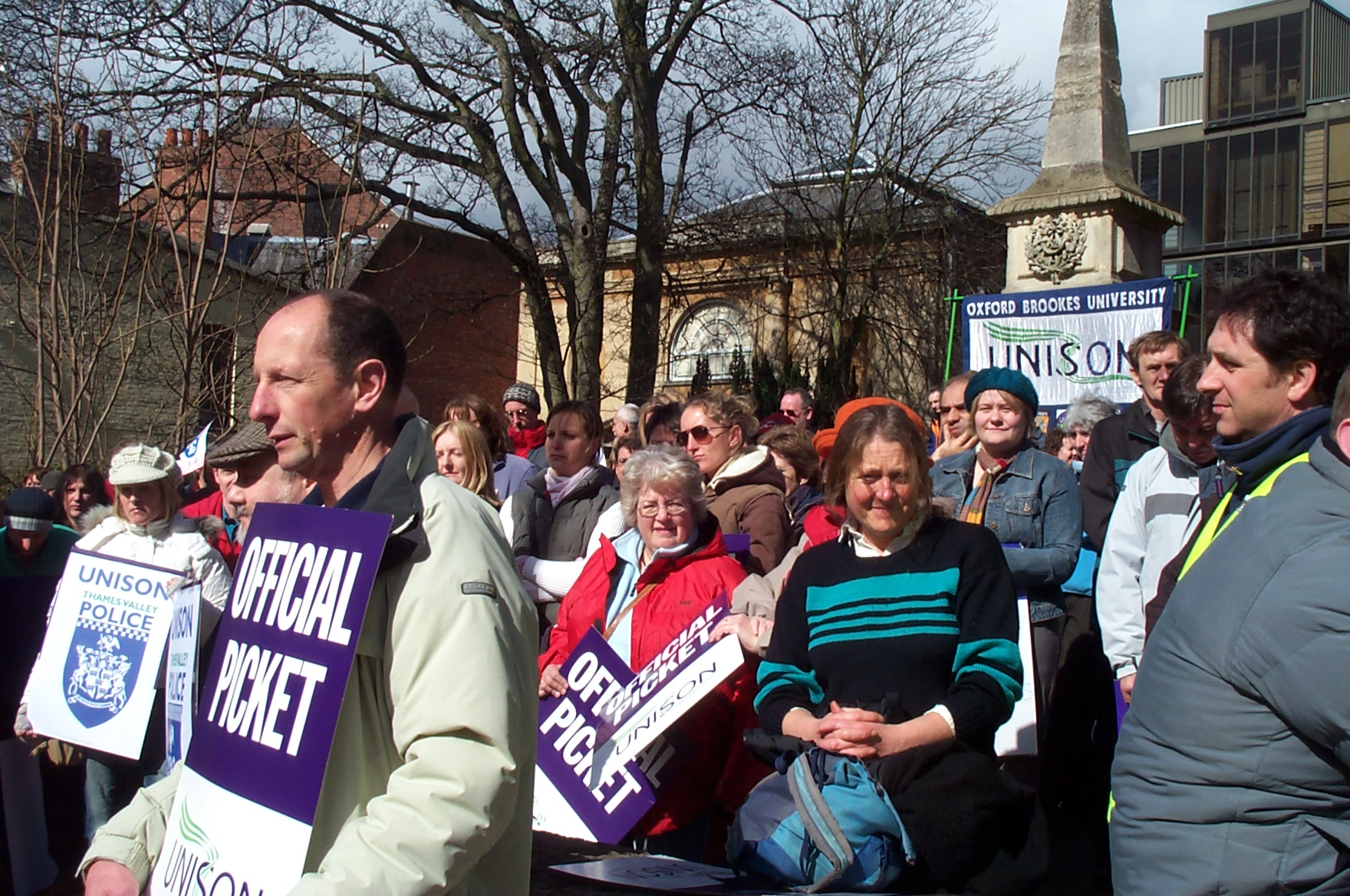
公共服務業工會的抗議活動

- 勞動法關注於勞工、雇主和工會等三方關係所產生出來的問題。這包含了對集體談判的規範，與罷工的權利。另外還有對個人工作環境，如安全衛生與最低工資等權利的規定。
- 人權與人權法對保障每個人基本的自由與權利，是個很重要的領域。其包含的條文有世界人權宣言、歐洲人權公約與美國權利法案。
- 民事訴訟法與刑事訴訟法關注於在法庭上行審判與上訴時所必須遵行的程序。兩者都为了保证人们都能夠擁有公平的審判權。
- 證據法規範著何者才可以在法庭上被當做案件推理與構築的依據。
- 移民法跟國籍法關注於外國人在非其母國中生活與工作，以及要求或喪失公民權等之權利。兩者都包含著庇護權與無國籍人士的問題。
- 社會保障法是指人民應該有如失業補助金或購屋津貼等社會福利的權利。
- 家庭法包含結婚與離婚的程序、小孩的扶養權和分開時對物產及金錢的權利。

法律與商業

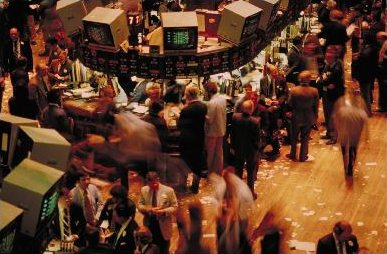
紐約證券交易所的交易廳

- 商法涵蓋了較複雜的契約與物權法規。代理、保險法、票據法、無力償付與破產和拍賣法等法律也都很重要，且可追溯至中世紀的商人法。英國貨物買賣法令和美國的統一商法典是英美法系中的商業原則成文法的幾個例子。
- 公司法源自於信託法中，區分所有和管理的原則。[42]現代公司的法令起始於《英國合股公司法》，由英國於1865年時通過，以有限責任和授與獨立的法律人格來保護投資者們。
- 知識產權處理專利、商標與著作權等議題。這些都是無形的資產，是保護你的發明免於模仿、你的商標免於盜用、你的作詞免於剽竊的權利。
- 回复原狀是關於他人所得利益的回复，而不是對個人損失的賠償。
- 不當得利是指可以取回他人從另一人身上以不公正的行為取得之利益的行为。是产生债的方式之一。

法律與規範
- 稅法規範增值稅、營業稅、所得稅等稅。是调整国家权利以及企业利益的一部法律，它规定了国家收取税收的范围和方式，使企业有了相对稳定的生产环境。
- 銀行法和金融監理設定銀本必須要有的最小資本額，和對投資等主要業務的規則。這是為了確保能降低金融危機的風險，如1929年的華爾街股災。
- 行政法規處理公共服務和公用事業的供應。水法即是一個例子。尤其是當私有化變得普及，私有企業開始做起之前由政府所控制的工作之後，企業便開始有了社會責任。能源、天然氣、電信和水在大部份的OECD國家中都是被規範的產業。
- 競爭法，美國稱為反托拉斯法，是一個演化長久的領域，可追溯至古羅馬命令訂定價格的法令和英國貿易管制的法條。現代的競爭法則是源自美國二十世紀初反卡特爾和反壟斷的法條（休曼法案和克萊頓法案）。這是為了控制企業，以防止它使用其經濟影響力來扭曲市場的價格。
- 消費者法包括任何對不公平的契約條款之管範。
- 環境法是一個持續地重要的領域，尤其是在京都議定書的簽訂和氣候變遷的潛在威脅之下。環境保護亦有在國內法中罰處污染者的條文。

## 體系
法律体系简称法系，法系是指具有共同历史传统和相似外部特征的若干个国家和地区的法律制度总称。通常，法律體系可以分成歐陸法系和英美法系兩種。另外還有第三種法律體系（依然存在於某些國家的部份或整個地區）——宗教法，是一種以經籍和其解譯為基本的法律。一個國家所使用的體系通常和其歷史、其和外國間的關連、以及其對國際標準的依附等有關。司法體系認同應遵行的法源為其法律體系的明確特徵。所以不同體系的差別多在於模式的不同，而不在於其內容，且每個司法體系通常都可以找到相類似的法條。

### 歐陸法系

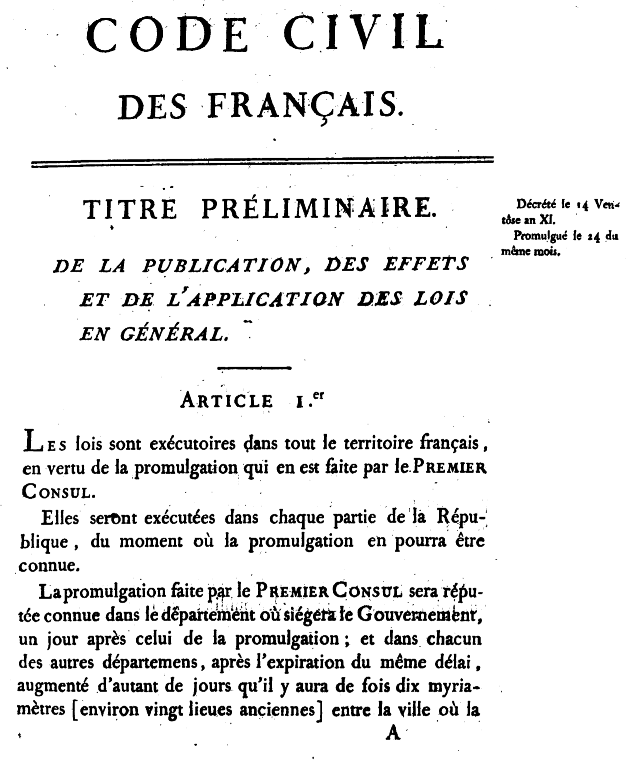
法國民法典1804年版的首頁

歐陸法系是現今大多數國家所使用的法律體系。在歐陸法系裡，法源主要必須是以立法機關經由一定的立法程序所制訂的「成文法」，其次還有源於習慣的「習慣法」。成文法的歷史可以追溯到數千年前，適例則為古巴比倫的漢謨拉比法典，但現今的歐陸法系多由羅馬法實務中開展，其條文在中世紀的歐洲再度被發現，並以此為基礎發展，出現今歐陸法系的法律體系（主要是民法部份）。在羅馬共和國和羅馬帝國時的羅馬法相當重視程序，且並没有專門的法官，而是由一般人來判決。判例並不會被公示，所以任何出現的判例法都相當隱諱且鮮受承認。每一個案件都是重新適用法律加以裁判，這反應了在現今的歐陸法系中，判決結果對將來的案件，並不會產生當然的拘束力。西元6世紀的拜占庭帝國，查士丁尼大帝成文法並合併了之前存在於羅馬的法律，使其長度縮成了之前條文內容的十二分之一，稱之為「民法大全」。一位法律史學家寫道：「查士丁尼自覺地回望著羅馬法律的黃金時期，並企圖回復其到其三世紀之前的頂峰。」同時，西歐正漸漸地滑入黑暗時代，且在快到11世紀前，波隆那大學的學者重新發現了這些條文，並使用它們來解釋他們自身所使用的法律。立基於羅馬法的歐陸法系成文法持續擴展到整個歐洲，直到啟蒙時代；然後，到了十九世紀，法國民法和德國民法讓兩國各自的法律條文進入了近代化。這兩部法典不僅深深地影響了歐陸國家（如希臘），更影響了東亞日本、南韓和中華民國的法律理論。現今使用歐陸法系的國家，係從俄國和中國至大部份的中美洲及拉丁美洲的國家。

### 英美法系與衡平法
英美法系與衡平法和其他法系最特別的區別在於判例法，即遵循先例原則（stare decisis）。在「法官造法」之外，英美法系也都會有通過新法律和條文的政府機構，但並不會被編成法典。英美法系源自英國，並且被大多數曾經屬於大英帝國的國家或地區所繼承（除了馬爾他、蘇格蘭、美國路易西安納州和加拿大魁北克省）。英美法系起源於中世紀，其時英國因與法國交戰，耗費鉅資而衰弱。英王約翰被貴族強迫簽署了限制其立法權限的條約。1215年的大憲章亦要求國王身旁的法官隨从们只可以在「特定的地方」開庭審判，而不能在不確定處行使專制判決。在此制度下，法官在法律的形成過程中扮演要角。而且相對於歐洲諸國，英國的司法制度變得高度集權化。例如，在1297年當年，法國的最高法院作成了51個判決，而英國的上诉法院卻只有5個。如此強大且緊密的司法制度造出苛刻、無彈性的普通法制度。因此，隨著時間演進，越來越多的人民請求國王推翻普通法，且由國王的代表——大法官做出對案件公正的判決。自托馬斯·莫爾被任命為第一任大法官以後，一個衡平法的體系便沿著僵化的普通法身旁成長著，且發展出自己的衡平法院。起初，衡平法經常被批评說沒有規律，「變動得如大法官的腳一般」。但隨著時間的演進，漸漸地發展出了堅固的衡平法準則，尤其是在約翰·史考特·埃尔登勋爵任內時。十九世代時，兩個系統開始互相結合。在發展英美法系和衡平法之中，學者總是扮演了重要角色。威廉·布莱克斯通於1760年左右開始描述並教導這兩個系統，他是第一位研究此領域的學者。但除了描述之外，學者們也在尋找解釋和基础結構，慢慢地改變了法律實際運作的方式。

### 宗教法
宗教法是指「神的話語是法」這種概念，例如猶太教的哈拉卡和伊斯蘭教的沙里亞法規，兩者都是指「遵守之道」。基督教的教會法典也還存在於某些教會社群之中。法律中的宗教含義是不可易的，因為神的話語是不可以被法官或政府修改或制定的。然而，宗教絕不可能提供出一個周全且詳細的法律體系的。例如，在古蘭經中雖然有一些法條，但僅作為經由解釋產生最進一步的法律的根源。這主要被包含在被稱之為教法學的法學之中。另一個例子為摩西五經，即舊約聖經中最初的五部經典。其中包含了猶太法的基本條文，為以色列社會所選用。哈拉卡即是一部概括了一些塔木德經註解的猶太法法典。不過，以色列法律允許訴訟當事人只在他們選擇之下使用宗教法。教會法典只被使用於羅馬天主教會、東方正教和普世聖公宗的神職人員之中。
一直到18世紀為止，沙里亞法規的一些元素依然可以在伊斯蘭國家中的法律體系中被發現，例如奧圖曼帝國的瑪雅拉法典。但在1940年代中期，各國的法律開始帶入了許多現代的概念。到了現在，沙里亞法規只是大部份國家民法和習慣法中非必要的補充罷了，雖然沙地阿拉伯和伊朗的整個法律體系還是基於沙里亞法規之下。從1970年代開始的伊斯蘭復興運動，其中很重要的一項訴求為回復沙里亞法規，這已產生了大量的文獻，並影響了整個世界政治。

### 司法權
雖然上述的法律傳統已經在各國司法權中產生了若干個相同的特徵，但每個主權實體還是可以有其獨特的看法。

## 法理

### 歷史

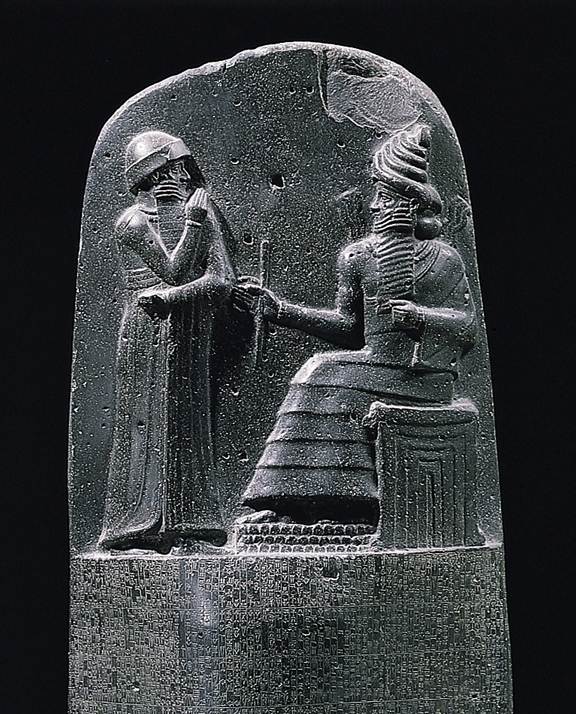
描述漢摩拉比王從美索不達米亞太陽神沙瑪什中得到漢摩拉比法典神喻的石碑

法律的歷史和文明的發展之間，有著很密切的關連。古埃及的法律——可回溯至西元前3000年，有一部約可被分成十二篇的民法典。這部民法典是基於瑪特的概念，傳統、修辭語法、社會公平為其特色。西元前約1760年時，在漢謨拉比的統治下，古巴比倫法出現了成文法，並將寫上法典的石碑放在市場上供眾人觀看；此一法典現被稱為漢謨拉比法典。但和埃及法律是由歷史學家從爭訟紀錄中拼揍出來一樣，漢謨拉比法典也只有少許的文獻殘留下來，且大部份都已經隨著時間而流逝掉了。這些早期的法律對後世文明的影響力是很小的。
舊約聖經大概是仍然和現今法律系統有關的最古老的法律體系，可追溯至公元前1280年。它採取道德責任的模式，作為對良好社會的建議。古雅典（古希臘的城邦）是第一個由除了婦人和奴隸之外的廣大公民所組成的社會，時間約在公元前8世紀時。當時的雅典並沒有法律科學，且古希臘也沒有和「法律」有關的字眼以做成指涉的抽象概念。但古希臘法包含了對雅典式民主發展政制上的革新。
羅馬法很大程度受到了希臘學說的影響。它形成了當代法律世界的橋樑，在羅馬帝國的盛衰之間的時代裡</ref>。羅馬法在查士丁尼一世時進行了主要的成文法工程，編成了《民法大全》。這部法典在黑暗時代時遺失了，直到11世紀才被重新地發現。中世紀的法律學者自此開始研究羅馬法規，並使用其中的概念。中世紀時的英國，國王權威的判決開始發展成了先例的體系，這成為了英美法系。同一時間，在全歐洲，《商人法》形成了，使得商人可以用相似的規範，而非零碎的地域法來交易。作為當代商業法先趨的《商人法》強調著契約的自由和財產的可讓與性。當18、19世紀，國家主義興起之後，《商人法》即併入了國家新的民法典之中。法國的法國民法典和德國的德國民法典是其中最具影響力的民法典。相對於英國的一般法之中充滿了大量的判例法，可以寫在小本書籍中的法典較易於輸出以及供法官使用。然而，現在的歐陸法系和英美法系有會同的趨向。歐盟法即以條約作為其成文法典，但又由歐洲法院發展其判例。

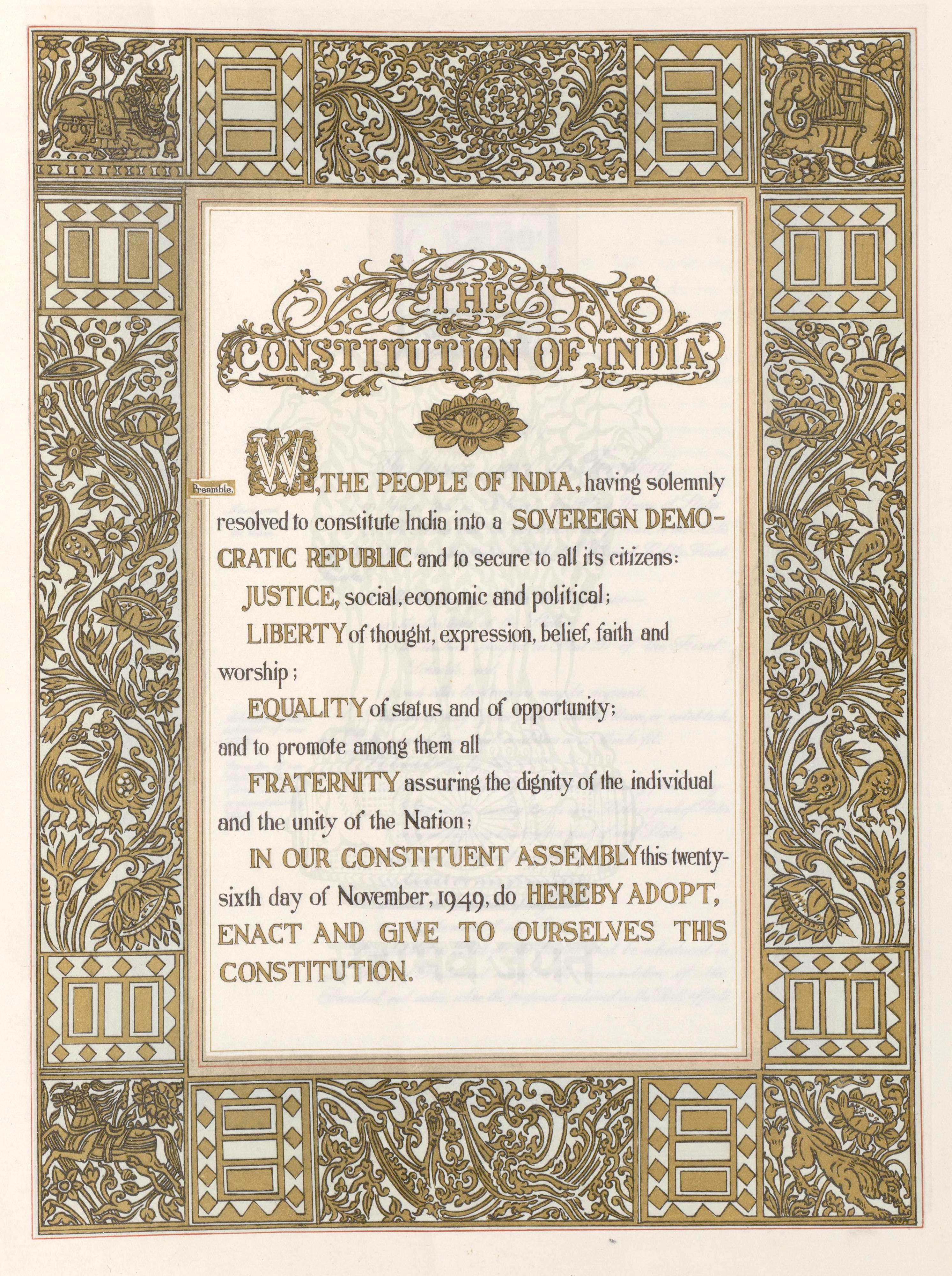
《印度憲法》是各國中最長的成文憲法，包含了12章444條，許多次的修改和117369個字

古印度和古中國有不同的法律傳統，且在歷史上也有不同的法理學派和實務。《政事論》（約編於公元100年左右，雖然也包含一些較早的資料）和《摩奴法典》（公元100-300年）是印度的基本條約，被認為是可信賴的法律指引。摩奴的中心哲學為容忍和多元，並流傳在整個南亞之中。印度教傳統和伊斯蘭法在印度變為大英帝國的一部份時被一般法取代掉。馬來西亞、汶萊、新加坡和香港也在那時接受了一般法。東亞的法律傳統則反應了對世俗與宗教影響的一種獨特的混血。日本是這之間第一個開始將其法律系統依西方世界現代化的國家，引進了少許的法國及大量德國民法典的概念。這也部份反映了德國民法典在19世紀末期逐漸興起的實力。相似地，傳統中國法律也在清末數年轉向西化，在民法制定上，參考日本民法典，引進了德國民法典的立法模式，制定了中國當代第一部民法典。該法典仍然適用於現時台灣。不過，在中華人民共和國成立後，廢除了中華民國時期所制定的六法全書，現今中國的法律架構大為受到蘇聯的社會主義法律所影響，其型式主要在於犧牲私法而擴大了行政法的領域。不過，隨著工業化的加速進行，中國的法律架構已經開始出現變革，至少在經濟上（若非在社會和政治上的話）的權利上面。1999年的新契約法顯示出其對行政優先的立場轉向。更甚者，在歷經了十五年的協商，中國於2001年加入了世界貿易組織。而隨著契約法、物權法等法律的制定完成，中華人民共和國民法典的制定將指日可待。

### 法哲學
法律的哲學，亦稱為法學。在大學裡，哲學系以「法律哲學」，法學院則是「法理學」的名稱來授課。規範法學實際上即是政治哲學，並問「法律應當如何？」；另一方面，分析法學則是問「何謂法律？」的不同領域。
約翰·奧斯汀是早期的著名哲學家，他是傑里米·邊沁的學生，而且從1829年起，在新的倫敦大學裡擔任法律的教授。奧斯汀有個功利的答案，說法律是「基於對懲罰的恐懼，由一個主權國家對有服從習慣的人民所下的命令」。這個看法廣為接受，尤其是作為一個自然法理論的另一種選擇。自然法學家如讓·雅各·盧梭則認為，人類法是真實地反應著道德和不可變的自然法的。例如，伊曼努爾·康德相信一個道德規範需要法律「正如同它們也應在普遍的自然法中成立般地被選取出來」。奧斯汀和邊沁追循著大衛·休謨，認為這混淆了是與應該是什麼的問題。他們相信法律的實證，實際的法律是完全和「道德」分離的。 弗里德里希·尼采也批評了康德，他相信法律是由權力意志中所產生的，並不能被歸類成「道德」或「不道德」。所以，尼采批評平等的原則，他相信法律應該交付給自由，讓權力意志得以推進。
1934年，奥地利哲學家漢斯·凱爾森在他的著作《純粹法學》繼續保持著實證的傳統。凱爾森相信雖然法律和道德是分開的，但它被賦予了「規範性」，亦即我們應當去遵守它。每個法律體系都可以假設有個基本規範告訴我們應該去遵守法律。卡爾·施米特是凱爾森的一個主要且聰明的對手，他反對實證主義和法治的概念，因為他不認同抽象的規範原則可以超越於具體的政治立場和決定之上。因此，施米特提倡例外（緊急狀態）的法學，否認法定規範可以包含所有的政治經驗。

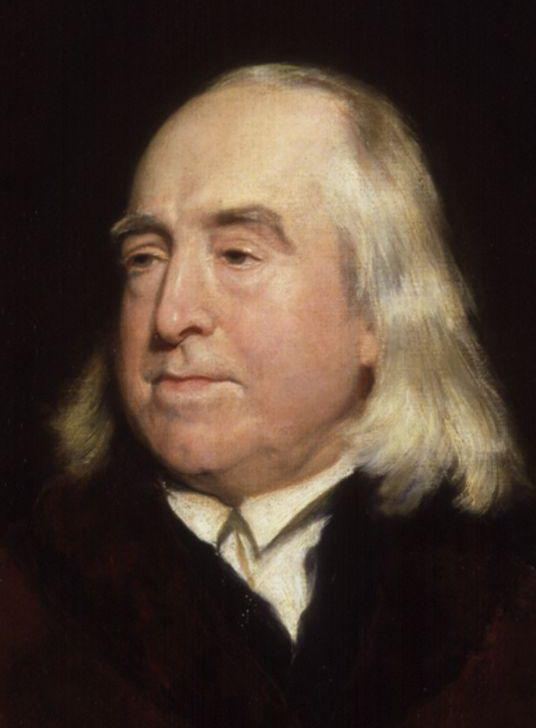
邊沁的功利理論直到二十世紀都還一直保持著其優勢地位

20世紀末，H·L·A·哈特在《法律的概念》中抨擊奧斯丁的簡化和凱爾森的虛構。在牛津大學擔任法學的教職時，哈特主張法律是一種「規則系統」。哈特認為，規則可以分為初級規則（行為規則）和次級規則（為管理初級規則而加諸於官員上的規則）。次級規則可分成裁判規則（為了解決法律爭議）、變更規則（允許法律變動）和承認規則（確認何者初級規則是具有法律身分並賦予法效力）。此後，哈特的兩個學生繼續著這個爭論。羅納德·德沃金是哈特在牛淪法學教職的後繼者，也是他最大的批評者。在德沃金所著的《法律帝國》書中，他抨擊哈特和實證主義者拒絕將法律視為道德議題的態度。德沃金主張法律是一種「詮釋性的概念」，需要由法官在一場法律爭議中，找出最適宜和最公正的解答，從他們的憲政傳統之中。另一方面，約瑟夫·拉茲維護著剛性法實證主義的觀點，甚至在《法律權威》中批評哈特的「柔性法實證主義」主張。拉茲主張法律是種權威，純粹經由社會認同，而不需要有道德上的理由。規則作為爭議調停的權威，其任何的分類最好是留給社會學，而不是在法學之中去研究。

### 經濟分析

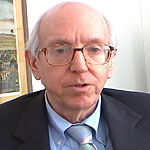
理察·A·波斯納，芝加哥經濟學派的學者，和諾貝爾經濟學家蓋瑞·貝克一起架了一個部落格。

法經濟分析是研究法理的一個方向，它將經濟學的方法和概念引入並應用於法律之中。
此領域之所以興起，部份是由於工會的批評以及美國的反托拉斯法。其中，最知名的提倡者如理察·A·波斯納和奥利弗·威廉姆森，以及經濟學和法學中的芝加哥經濟學派如米爾頓·傅利曼和蓋瑞·貝克，他們通常也都是放鬆管制和私有化的擁護者，而認為自由市場的運行不應該被加上限制。
其中最著名的法律經濟分析學家，是1991年諾貝爾經濟學獎的得主羅納德·高斯。在《企業的性質》內，他主張企業存在的理由是因為存在著交易成本。 經濟人在開放市場中以對等契約交易，直到交易成本高至以組織生產反而比較廉價為止。在他的第二本書《社會成本問題》中，他主張若我們生活在一個沒有交易成本的世界，人們會和另一個生產了相同資源的人交易，不論法院是如何規定法定權利的。高斯舉「司塔吉斯訴布雷奇曼案」為例，其中吵鬧的甜品商人和安靜的醫生兩人是鄰居，並且到法院去看是誰必須要退讓。高斯說不論法官是判定甜品商人必須要停止使用他的機器，還是要醫生忍耐噪音，他們可以對誰搬家可以得到和以往一樣的收入達成協議，除了交易成本的存在會來阻止這件事而已。所以法律應該會預想什麼是「可以」發生的，並導引至最經濟效率的答案去。其概念在於，法律和規範在幫助人們上頭，並不如律師和政策規劃者們所相信的那般重要及有效。高斯他人想要有個不同的方向，要政府在干涉市場之前，以分析行為的成本來證明其有正面的效應。

### 法律社會學

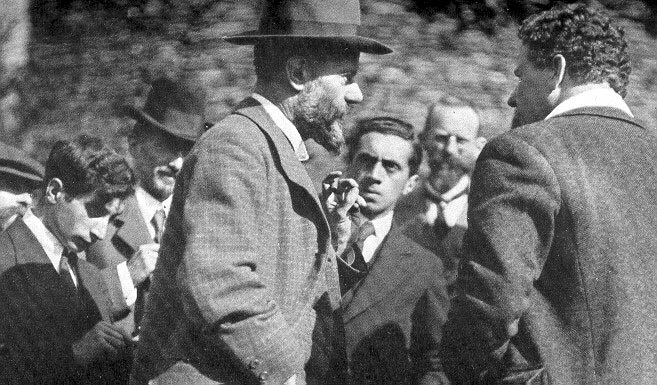
1917年的馬克斯·韋伯——剛開始當律師的韋伯被視為是社會學與法律社會學的創立者之一

法律社會學是一門研究法律和社會之間互動的分支學科，和法理學、法律的經濟分析或更專門的學科如犯罪學等，都有著一些關連。法律制度和法律課題與系統的社會建構是兩個互相關連的研究領域。
起初，法理學家質疑這門學科。凱爾森即抨擊其創立者之一，欧伊根·埃利希。埃利希希望能強調律師們學習與應用的制定法和其他規範了日常生活的「法」或社會規範之間的不同，後者讓大部份的衝突不會到達律師和法院上頭去。大約在1900年的前後，馬克斯·韋伯定義了他的法律的「科學」方法，將「合法理性形式」視為一種支配，不在於人上的，而是在於抽象的規範上的。 理性合法權威是韋伯用來指一套協調且可信賴的法律的名詞，此法律是形成現代政治發展和現代官僚國家的先決條件，並和資本主義的發展平行地發展著。另一位社會學家艾彌爾·涂爾幹寫了《社會分工論》這本書，書中提到當社會變得更雜複時，民法中有關回復原狀和賠償的部份也會在以刑法和刑罰為代價下變得更大。其他早期知名的法律社會學家還有雨果·幸治海穆、特奧多爾·蓋格爾、乔治·古尔维奇、萊翁·彼得拉日茨基和威廉·格拉漢姆·薩姆納等人。

## 价值
法律价值作为一种具体价值，是社会价值系统中的子系统。从一定意义上说，法律本身就是一个价值系统，反映一定的价值关系。在人类生活中，像经济、政治、道德、艺术、宗教、法律、军事这些特有领域。本身就是从来就是人们直接追求和实现某种价值的方式。他们的本身就是一定的价值和价值观念体系彼此密不可分。法律既反映社会事实，又设定社会理想和目标。

## 制度
在已開發國家裡，主要的法律制度有獨立的法院、代議議會、責任內閣、軍隊和警力、官僚系統、法律專業和公民社會本身。約翰·洛克在其《政府論》裡，以及其後的孟德斯鳩在其《論法的精神》內都主張制度內所有的政治影響力——行政、立法和司法的權力必須要分立。他們的原則是不應該有任何人可以掌握到國家的所有權力，和托馬斯·霍布斯《利維坦》內的獨裁理論相對。更近代，有馬克斯·韋伯等人重塑有關在行政控制下的國家的模型。現代軍事、政治與官僚的力量對一般人民的日常生活顯現出了許多特別的問題，這些是早期如洛克和孟德斯鴆等作家所不可預見的。法律專業的慣例和實例，是讓人民接觸公平正義的重要部份；而公民社會則用以指稱形成法律之政治基礎的社會組織、社群和夥伴等。

### 司法
司法通常是由數名法官組成，負責解決爭議，並決定其最後的結果。
大部分的司法系統都含有一到二級不等的上訴法院，以及負責最後終審和統一法令解釋的終審法院。美國的聯邦最高法院、澳洲的澳大利亞高等法院、英國的上議院、德國的聯邦憲法法院、法國的廢棄法院、中華民國的最高法院以及中華人民共和國的最高人民法院都是各該國家的終審法院。除此之外，大部份的歐洲國家在各國終審法院之上，尚有歐洲法院，當該國的判決或法律違背歐盟法律時，可以上訴至位於盧森堡的歐洲法院。另外，歐洲人權法院允許所有歐洲委員會成員國的人民就關於人權的議題向該法院起訴。
某些國家甚至允許他們的司法機關，對於其立法機關制定之法律進行違憲審查。在羅訴韋德案中，美國聯邦最高法院便宣告德州禁止懷孕婦女墮胎的法律違憲。中華民國司法院大法官亦於著名的三一九槍擊事件後，就立法院所制定的三一九槍擊事件真相調查特別委員會條例進行違憲審查後，於釋字585號中宣告其中部分條文違憲，並且使所有違憲的條文於解釋公布後失其效力。
司法機關如同立法機關一樣，理論上同樣需要受到憲法所拘束。在大多數的國家中，法官只能解釋憲法和法律。但在普通法國家中，就非關憲法的事務，在法律沒有規定時，可以透過遵循先例原則（Stare decisis）來創造法律。在英國、芬蘭和紐西蘭，有所謂的「議會至上（Parliamentary sovereignty）」的傳統，因此非經選舉選出的法官無權推翻民主議會所通過的法律。在共产党国家中，像是中華人民共和國，法院常被認為並非完全的客觀中立，或多或少的屈居於行政或立法機關之下，政府的決策常常會影響著法院的判決。在伊斯蘭國家中，法院經常會檢視法律是否違反伊斯蘭教法，在埃及，埃及最高憲法法院便會使這些違反教法的法律失其效力。

### 立法

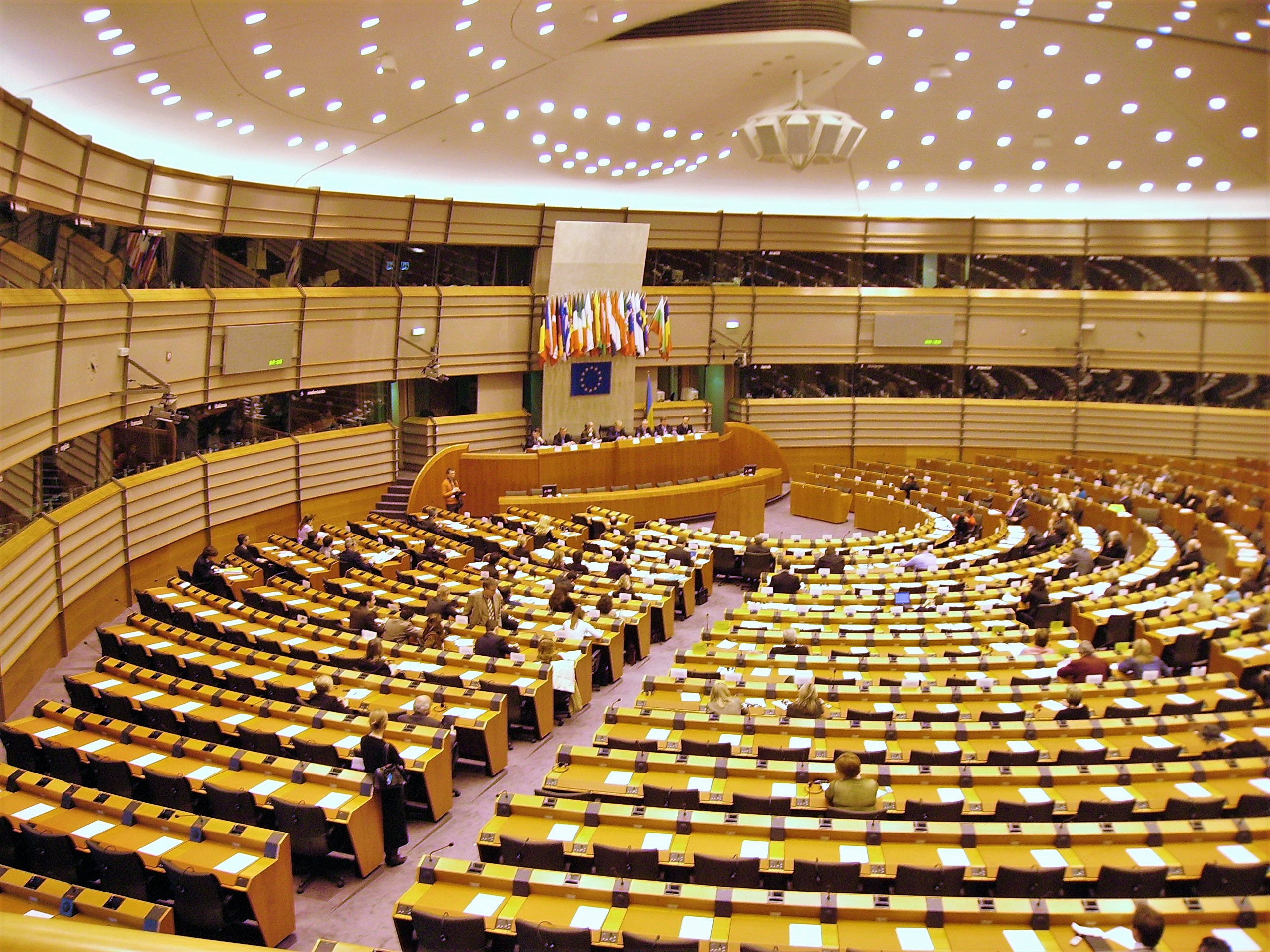
歐洲議會的辯論厅

立法部門的知名例子，有倫敦的西敏宮、華盛頓的美國國會、柏林的德國聯邦議院、莫斯科的俄羅斯國家杜馬和巴黎的法國國民議會等。
依據代議法則，人民有權選出能表達其民意的政治家。
許多國家是採兩院制的，即它們有兩個獨立的立法部門，不過也有如以色列、希臘、丹麥和中華民國等國採行一院制。「下議院」的政治家被選來代表較小的選區；而「上議院」則通常是在聯邦國家（如澳洲、德國和美國等）中選來代表州，或是在單一制國家（如法國）中作為另一種投票的形態。在英國，上議院是由政府指派的。對兩院制的一項批評為上下議院可能只是單純地映射對方而已；而對其傳統的辯解則是兩院制可以降低政府施政的專斷和不公。
要通過立法，一定數量的國會議員必須在各院對法案行使表決權。通常，一個法案會由不同的政治團體共同進行數次的宣讀和修改。若一個國家存在剛性憲法，修改憲法會需要有一定比例的議員同意才會通過，以使憲法的改變變得較難。政府通常會主導此一由國會議員所構成的過程（如英國和德國等）。但在總統制的國家內，行政首長會任命自己的內閣來領導其政治伙伴，不論他們是否為民選的（如美國或巴西），且立法部門的角色則會被縮限到只有批准或否決的權力。

### 行政

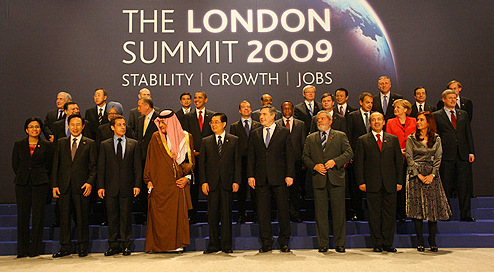
集結二十國国家元首的20国集团會議

法律體系中的「行政部門」，是指政府政治權力的核心。
在大多數的民主國家，如英國、德國、印度和日本，行政部門由立法部門選出，且通常稱之為內閣；而國家元首则通常缺少實權，而只能象徵性地頒布法令。後者有指派（德國聯邦總統）、世襲（英國君主）及大眾投票選出（奧地利總統）等形式。行政的另一個重要形式可以在法國、美國和俄罗斯等國家中找到。由于行政机构如果被赋予以无限制的权力，则可以把最专断的统治合法化，因此在總統制之下，行政部門和立法部門是分開的，且對立法部門沒有義務。
行政部門的角色因國而異。通常，它會起筆主要的立法草案並掌管國家的外交關係。軍隊和警力通常在行政部門的控制之下，官僚亦然。政府下的部長總管著國家的公務事業，如衛生署和法務部等。

### 軍隊和警力

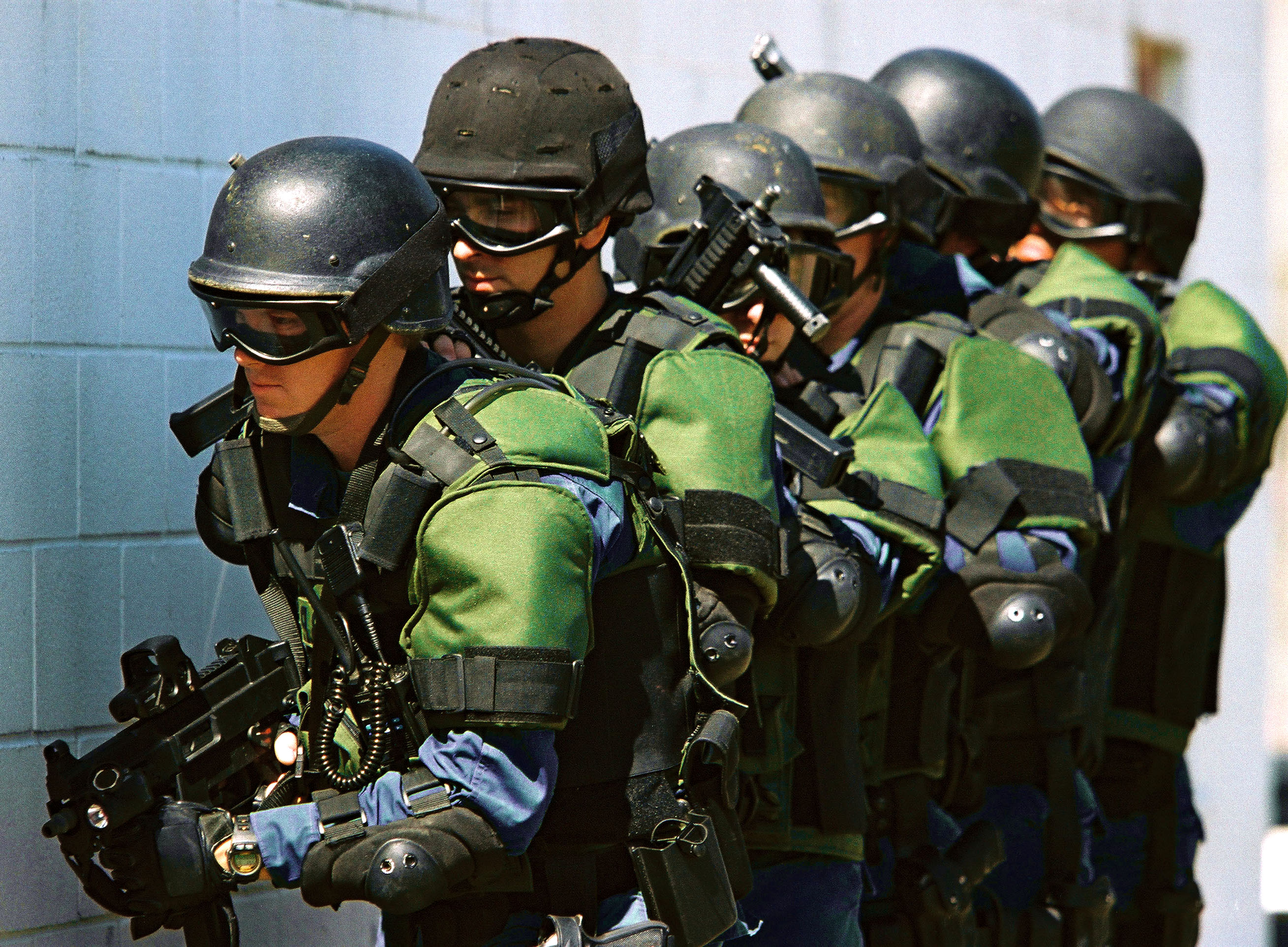
美國海關及邊境保衛局的官員正在進行攻堅演習

軍隊和警力有時會被形容成是「法律強而有力的後盾」。不像軍事組織的歷史和國家的歷史一般地長久，常備的警察機構的歷史相對地較短。中世紀英國使用一種被稱為巡迴法院的系統，利用公審和公開處死來使恐懼深入人們心中，並讓人們保持在控制之下。第一個現代的警察大概是在17世紀的巴黎，在路易十四在位時所成立的，但巴黎地方警察聲稱他們才是世上第一個的制服警察。 1829年，法國大革命和拿破崙的專政之後，由政府命令產生了巴黎以及其他法國城市的第一個制服警察，法文稱之為 sergents de ville （城市警官）。在英國，1829年在內政大臣羅伯特·皮爾主導之下，議會通過了倫敦警察隊法案，成立了倫敦警察廳。
社會學家馬克斯·韋伯主張，國家是唯一被允許合法使用暴力的存在。軍隊和警力依政府或法院的要求而行使武力。衰敗國家一詞，用以指稱一國的軍隊和警力再也無法維持國內的安全與制序，整個社會陷入了無政府的狀態。

### 官僚

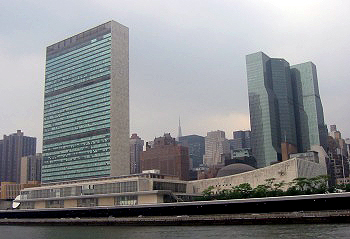
聯合國服務192個成員國的紐約公務員總部

如同軍隊和警力，行政部門也依靠著法律體系下的政治官員和體系來實行其理念。最早在文獻中提及此概念的其中一位是葛林姆男爵－居住於法國的德國作家。1765年，他寫道：
「法國法律的真實精神在於古爾耐大親王曾經極為抱怨的官僚制度；其中的部署、職員、秘書、巡官和「主管」都不是被指派來增進公共利益的，但實際上公共利益似乎被確立了，因此這些部署是必須要存在的。」
對「官僚主義」的批評依然常見，且公務員的工作基本上和為了利潤而行動的私人企業相對。但事實上，私人企業（尤其是較大的企業）也會有一些官僚制度。撇開對官僚制度中「繁文縟節」的負面看法，公共服務如教育、衛生、警察和大眾運輸等都是政府經由官僚制度而得以實現的重要國家功能。寫於二十世紀早期，馬克斯·韋伯相信一個已發展國家的決定性特徵為其內部的官僚。韋伯寫道，現今官僚的基本特徵為：官員制定目標、工作範圍由法規規範、部門由專員組成並由上而下管理、經由公文溝通，以及依法任用公務員。

### 法律專業

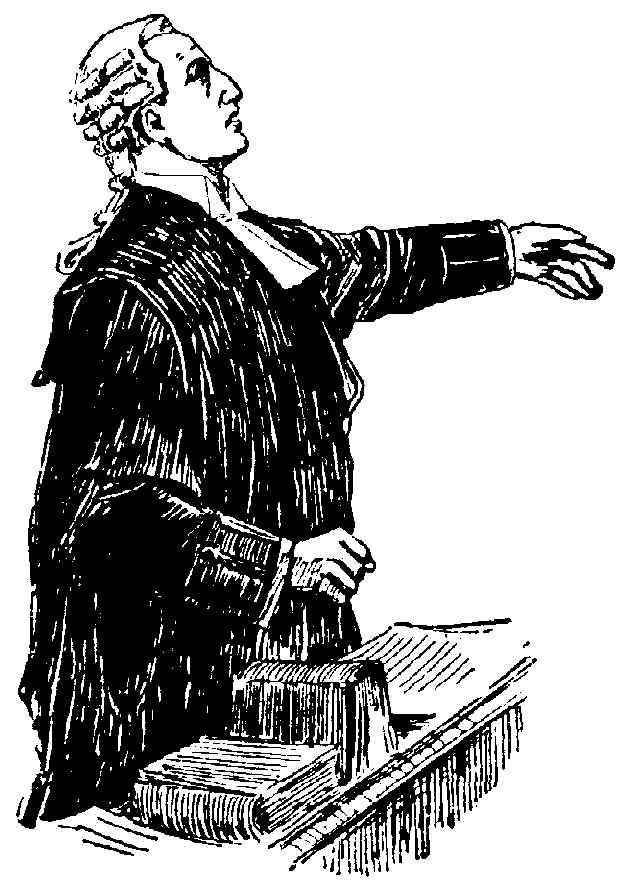
一位英國律師

律師提供其客戶有關他們法律權利和義務的建言，並在法庭上代表他們。歐洲人權法院曾提出說，法律應該讓每個人都易於接受，且人們應該能夠預見法律是如何影響他們的。為了維持法律的專業，法律實務一般是由政府或獨立的管理組織如律師公會、律師理事會或法學會來監督。想要成為律師必須經由管理組織認證後才能執業。通常必須在大學的法律系或法學院讀上四年，取得法律學位後才會通過認證。在一些國家中，還需要通過律師特考並取得律師證書，始得執業。
獲取資格後，律師通常會加入或自行開設法律事務所，或者是在政府、私人機構中當法律咨詢。另外，律師也可能成為法律研究員，經由商務服務或自由工作提供客戶需求的法律研究。許多經過法律訓練的人，會將他們所學的技能運用於法律領域之外。在英美法系的傳統中，法律研究對法律的實務是很重要的，這可以被用來決定法律的現在狀態。這通常要經由對法律報告、法學期刊和法律條文的研究來得到。法律的實務亦包括寫書訴狀、訟案、契約、遺囑或信託等文件。協商和調解的技巧，亦然。

### 公民社會

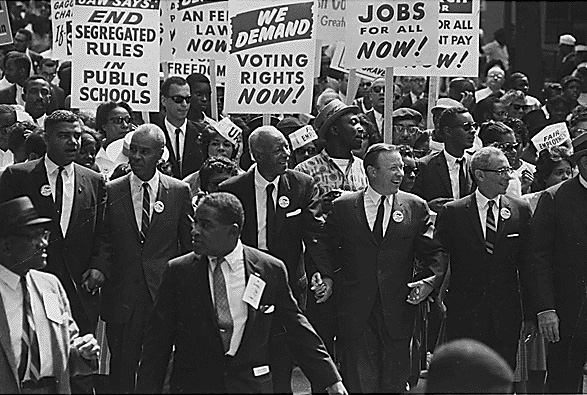
1963年非裔美國人民權運動時在華盛頓的一場遊行

「公民社會」這一詞可追溯至約翰·洛克，他指公民社會是一群人，有著「共同制訂的法律，以及可以向其申訴、有權判決他們之間的糾紛的司法機關。」德國哲學家黑格爾也在《法哲學原理》中區分了「國家」和「公民社會」的不同。黑格爾相信公民社會和國家是兩極的存在，在他對歷史辯證法的結構之中。公民社會需為法律的來源，從人們對他們認為法律應該是什麼的意見和遊說的基礎中產生。澳洲大律師和作家傑佛里·羅伯遜對國家法寫道：
「其現今主要的來源之一是在一般人在客廳裡的電視機上看到違反人權的事件後的反應，以及許多的他們因此而支持的非政府組織中發現的。」
言論自由、結社自由和允許人們集會、討論、批評及讓政府對人們負責，在審議民主的基礎形成之下。越多人被包含、關注及能夠改變政治力量運作在他們生活上的方法，法律便越讓人們滿意且越具有合法性。成熟的政黨和工會，以及公正的媒體、工商業和慈善機構都是建全的公民社會的一部份。

## 註解
1. ↑  This translation reads, "it is more proper that law should govern than any one of the citizens" (Aristotle, Politics 3.16).
2. ↑  Although some scholars argue that "the boundaries between public and private law are becoming blurres," and that this distinction has become mere "folklore".[7]
3. ↑  e.g. in England these seven subjects, except with EU law instead of international law, are required knowledge for legal practice. Outside the EU, students may focus on other regional organisations, such as NAFTA, SAFTA, CSN, ASEAN or the African Union
4. ↑  The prevailing manner of enforcing international law is still essentially "self help"; that is the reaction by states to alleged breaches of international obligations by other states.[8]
5. ↑  e.g. In England, s.52 Law of Property Act 1925.
6. ↑  參照《德國民法》第311條、《中華民國民法》第153條
7. ↑  參照《德國民法》第119條、《中華民國民法》第88條
8. ↑  As a legal system, Roman law has affected the development of law in most of Western civilisation as well as in parts of the Eastern world. It also forms the basis for the law codes of most countries of continental Europe (. .
9. ↑  德國聯邦憲法法院負責審理和憲法爭議相關的案件，若非與基本法或和聯邦政府的運作相關之案件，則聯邦最高法院、聯邦最高行政法院、聯邦最高勞工法院、聯邦最高社會法院和聯邦最高財政法院為各該案件的終審機關。
10. ↑  須注意的是，中華民國於最高法院之上尚有司法院大法官，但其負責進行違憲審查和統一解釋法令的工作，一般案件並不允許聲請大法官解釋。
11. ↑  中華人民共和國違憲審查與憲法解釋的機關並非司法機關，而是全國人民代表大會常務委員會。
12. ↑  譬如說，法院的首長是由政治任命[109]。

### 書籍
- Albrow, Martin. . London: Palgrave Macmillan. 1970. ISBN 0-333-11262-8.
- Anderson, J.N.D. . International Affairs (Royal Institute of International Affairs 1944—). January 1956, 32 (1): 43–51  [2007-03-04].
- Aristotle.  . 维基文库 （英文）.. See original text in Perseus program （页面存档备份，存于）.
- Auby, Jean-Bernard. . . Intersentia. 2002. ISBN 9-050-95251-8.
- Bayles, Michael D. . . Springer. 1992. ISBN 0-792-31981-8.
- Bergkamp, Lucas. . . Martinus Nijhoff Publishers. 2001. ISBN 9-041-11645-1.
- Berle, Adolf. . 1932.
- Bielefeldt, Heiner. . David Dyzenhaus  (编). . Duke University Press. 1998. ISBN 0-822-32244-7.
- Blackstone, William. . 1765–69. （原始内容存档于2008-02-24）.
- Campbell, Tom D. . . 1993. ISBN 0-631-19951-9.
- Coase, Ronald H.  (PDF). Economica. November 1937, 4 (16): 386–405  [2007-02-10]. （原始内容 (PDF)存档于2007-01-13）.
- Coase, Ronald H. The Problem of Social Cost  请检查|url=值 (帮助) (PDF). Journal of Law and Economics. October 1960, 3: 1–44  [2007-02-10]. （原始内容存档 (PDF)于2005-03-31）.
- . . 2002.
- Demirgüç-Kunt, Asli; Levine, Ross. . . MIT Press. 2001. ISBN 0-262-54179-3.
- Dickens, Charles. . 1841: Chapter 73  [2008-03-23]. （原始内容存档于2009-09-24）.
- Durkheim, Emile. . The Free Press reprint. 1893. ISBN 0684836386.
- Dworkin, Ronald. . Harvard University Press. 1986. ISBN 0674518365.
- Farah, Paolo. . Legal Issues of Economic Integration. August 2006, 33 (3): 263–304. （原始内容存档于2015-10-31）.
- Finn, John E. . . Oxford University Press. 1991. ISBN 0-195-05738-4.
- France, Anatole. . 1894  [2008-03-23]. （原始内容存档于2021-04-17）.
- （希腊文） Georgiadis, Apostolos S. . . Ant. N. Sakkoulas Publishers. 1997. ISBN 9-602-32715-4.
- （希腊文） Giannoulatos, Anastasios. . . Athens: Poreuthentes. 1975.
- Glenn, H. Patrick. . Oxford University Press. 2000. ISBN 0198765754.
- Gordley, James R.; von Mehren; Arthur Taylor. . 2006. ISBN 9-780-52168-185-8.
- Gurvitch, Georges; Hunt, Alan. .  New edition 2001. Athens: Transaction Publishers. 1942. ISBN 0-765-80704-1.
- Haggard, Stephan. . . Cambridge University Press. 2001. ISBN 0-521-77485-3.
- Hallaq, Wael Bahjat. . . Cambridge University Press. 2005. ISBN 0-521-00580-9.
- Hatzis, Aristides N. . European Journal of Law and Economics. November 2002, 14 (3): 253–263  [2007-02-13].[永久]
- （德文） Hegel, Georg. . 1820  [2008-03-23]. （原始内容存档于2021-04-17）.
- Hobbes, Thomas. . . 1651. （原始内容存档于2010-11-27）.
- Jakoby, Stanford M.  (PDF). Comparative Labor Law and Policy Journal. Winter 2005, 25 (1): 43–78  [2007-02-12]. （原始内容 (PDF)存档于2007-06-14）. |chapter=被忽略 (帮助)
- Jary, David; Julia Jary. . HarperCollins. 1995. ISBN 0004708040.
- Johnson, Alan. . Blackwells publishers. 1995. ISBN 1557861161.
- Kant, Immanuel.  New edition 1998. Cambridge University Press. 1785. 0-521-62695-1.
- （希腊文） Kazantzakis, Nikos. .  Reissue edition 1998. Athens: Editions Kazantzakis. 1909.
- Kelly, J.M. . Oxford University Press. 1992. ISBN 0198762445.
- Kettl, Don. . . Oxford University Press. November 2006. ISBN 0-199-27569-6.
- Linarelli, John.  (PDF). Catholic University Law Review. 2004, 53: 413–457  [2007-03-05]. （原始内容 (PDF)存档于2007-06-14）. |chapter=被忽略 (帮助)
- Locke, John (1689). Two Treatises of Government/The Second Treatise of Government: An Essay Concerning the True Origin, Extent, and End of Civil Government
- Matthews, Paul. . Medical Law Review,. Autumn 1995, 3: 251–274.
- McGhee, John. . London: Sweet and Maxwell. 2000. ISBN 0-421-85260-7.
- Mises, Ludwig von.  (PDF). 1962 [1944]  [2006-11-10]. （原始内容存档 (PDF)于2004-07-16）.
- Montesquieu, Baron de. . . 1748  [2008-03-23]. （原始内容存档于2009-01-18）.
- （德文） Nietzsche, Friedrich. . . 1887  [2008-03-23]. （原始内容存档于2011-02-20）.
- Ober, Josiah. . . Princeton University Press. 1996. ISBN 0-691-00190-1.
- Olson, David M., Norton, Philip. . . Frank Cass (UK). 1996. ISBN 0-714-64261-4.
- （希腊文） Papachristou, T.K. . . Athens: A.N. Sakkoulas Publishers. 1999. ISBN 9-601-50106-1.
- Pelczynski, A.Z. . Cambridge University Press. 1984.
- . . 2002.
- Proudhon, Pierre. . . 1840.
- Raz, Joseph. . Oxford University Press. 1979. ISBN 0198254938.
- Rheinstein, M. . Harvard University Press. 1954.
- Riker, William H. . International Political Science Review / Revue internationale de science politique. January 1992, 13 (1): 101–116.
- Robertson, Geoffrey. . Penguin. 2006. ISBN 9780141024639.
- . . 2002.
- （法文） Rottleuthner, Hubert.  (PDF). Droit et Société. December 1989, 11: 101–120  [2007-02-10]. （原始内容 (PDF)存档于2006-11-28）.
- （德文） Rottleuthner, Hubert. . Rechtstheorie. 1984, 5: 521–551.
- （法文） Rousseau, Jean-Jacques. . . 1762  [2008-03-23]. （原始内容存档于2008-07-14）.
- （德文） Savigny, Friedrich Carl von. . . 1803  [2008-03-23]. （原始内容存档于2021-05-10）.
- Schermers, Henry G.; Blokker, Niels M. . . The Hague/London/Boston: Martinus Nijhoff Publisher. 1995.
- Sealy, L.S.; Hooley, R.J.A. . LexisNexis Butterworths. 2003.
- Smith, Stephen A.  (PDF). Loyola of Los Angeles Law Review. 2003, 36 (2): 1037–1062  [2007-02-09]. （原始内容存档 (PDF)于2012-01-19）.
- Stein, Peter. . Cambridge University Press. 1999: 32. ISBN 0-521-64372-4.
- Théodoridés, Aristide. . . Routledge (UK). 1999. 0-415-18589-0.
- VerSteeg, Russ. . 2002. ISBN 0-89089-978-9.
- Washofsky, Mark. . . Berghahn Books. 2002. ISBN 1-571-81404-3.
- Weber, Max. . . University of California Press. 1978. 0-520-03500-3.
- Weber, Max (1919).  . 维基文库.
- Weber, Max. . The Free Press of Glencoe. 1964. ASIN B-000-LRHAX-2.
- Wehberg, Hans. . The American Journal of International Law. October 1959, 53 (4): 775–786.

### 線上文獻
- (PDF). Supreme Court of the United States.   [2006-11-10]. （原始内容 (PDF)存档于2006-11-08）.
- 法律行業的腐敗
- Bix, Brian. . Stanford Encyclopedia of Philosophy.   [2007-02-14]. （原始内容存档于2007-06-26）.
- . Eur-Lex.   [2007-01-19]. （原始内容存档于2007-03-21）.
- （法文） . La Préfecture de Police de Paris.   [2007-01-24]. （原始内容存档于2008-05-06）.
- （德文） . Bundesverfassungsgericht.   [2006-11-10]. （原始内容存档于2006-11-21）.
- Green, Leslie. . Stanford Encyclopedia of Philosphy.   [2006-12-10]. （原始内容存档于2019-10-25）.
- . History.com Encyclopedia.   [2006-12-10]. （原始内容存档于2021-04-17）.
- . House of Lords.   [2006-11-10]. （原始内容存档于2010-02-09）.
- （法文） . Cour de cassation.   [2007-02-11]. （原始内容存档于2007-02-09）.
- . Law.com Dictionary.   [2007-02-10]. （原始内容存档于2009-01-05）.
- . Online Etymology Dictionary.   [2007-02-09]. （原始内容存档于2017-07-02）.
- . Mirriam-Webster's Online Dictionary.   [2007-02-09]. （原始内容存档于2007-12-30）.
- . Fordham University.   [2006-11-10]. （原始内容存档于2014-09-10）.
- Marmor, Andrei. . Stanford Encyclopedia of Philosophy. 1934  [2007-02-09]. （原始内容存档于2007-06-09）.
- . International Criminal Court.   [2007-02-10]. （原始内容存档于2004-06-05）.
- . CIA.   [2007-10-13]. （原始内容存档于2018-12-26）.

## 延伸閱讀
- Austin, John. . 1831.
- Hart, H. L. A. . Oxford University Press. 1961. ISBN 0-19-876122-8.
- René, David; Brierley, John E. C. . London: Stevens. 1985. ISBN 0-420-47340-8.

## 參閲
- 律師
- 律師事務所
- 法学院
- 法案
- 法令
- 更高法律规则
- 稅法

## 外部連結
司法資源
- The European Court of Justice Webpage （页面存档备份，存于）
- The European Court of Human Rights' Webpage

字典
- Law.com （页面存档备份，存于）.
- Wiktionary Appendix on legal terms.

其他
- The Australian Institute of Comparative Legal Systems （页面存档备份，存于）
- Stanford Encyclopedia of Philosophy:
  - Law and Ideology （页面存档备份，存于）
  - Law and Language （页面存档备份，存于）
  - The Nature of Law （页面存档备份，存于）
- The shared law （页面存档备份，存于） in Jurispedia
- The Roman Law Library
- Laws and Bioethics
- USLawInfo (US)
- MojoLaw (US) （页面存档备份，存于）
- FindLaw (US) （页面存档备份，存于）
- LegalDay (UK) （页面存档备份，存于）
- The 'Lectric Law Library (US) （页面存档备份，存于）

立法和判列
- WorldLII - World Legal Information Institute （页面存档备份，存于）
- AsianLII - Asian Legal Information Institute （页面存档备份，存于）
- AustLII - Australasian Legal Information Institute （页面存档备份，存于）
- Bailii - British and Irish Legal Information Institute （页面存档备份，存于）
- NZLII - New Zealand Legal Information Institute （页面存档备份，存于）
- PacLII - Pacific Islands Legal Information Institute （页面存档备份，存于）
- LII - Legal Information Institute (US - Cornell Law School) （页面存档备份，存于）